# Liste der Lieder von Olivia Newton-John
Dies ist eine Liste der aufgenommenen und veröffentlichten Lieder der britisch-australischen Sängerin Olivia Newton-John. Es gibt auch Titel, die nur für das Fernsehen aufgenommen wurden. Singleveröffentlichungen und Live-Versionen sind fett gekennzeichnet. Bevorzugt werden die digitalen Medien wie CD, DVD usw.

## Liste
| Song                                                             | Jahr                         | Tonträger                                                              | Autoren, Original                                                                                        | Gäste                                                                                            |
| ---------------------------------------------------------------- | ---------------------------- | ---------------------------------------------------------------------- | --- | ------------------------------------------------------------------------------------------------ |
| A Gift of Love                                                   | 2007                         | Christmas Wish                                                         | Barry Manilow, Bruce Sussman Barry Manilow 2002                                                          | + Barry Manilow                                                                                  |
| A Handful of Dust                                                | 2002                         | Lee Kernaghan: Electric Rodeo                                          | Garth Ivan Richard Porter, Lee Kernaghan, Rodney Alan Maccormack                                         | + Lee Kernaghan                                                                                  |
| A Little More Love                                               | 1978                         | Totally Hot                                                            | John Farrar                                                                                              |                                                                                                  |
| A Little More Love Live                                          | 1998                         | Highlights from The Main Event                                         | John Farrar                                                                                              | + John Farnham, Anthony Warlow                                                                   |
| A Mother’s Christmas Wish                                        | 2009                         | Christmas Carols                                                       | Amy Sky, Olivia Newton-John                                                                              |                                                                                                  |
| A Mother’s Christmas Wish                                        | 2008                         | Amy Sky: The Lights of December                                        | Amy Sky, Olivia Newton-John                                                                              | + Amy Sky, Jim Brickman                                                                          |
| A Mother’s Christmas Wish                                        | 2000                         | Christmas Wish                                                         | Amy Sky, Olivia Newton-John                                                                              | + Jim Brickman                                                                                   |
| A Thousand Conversations                                         | 1976                         | Don’t Stop Believin’                                                   | Bruce Welch, Hank Marvin                                                                                 |                                                                                                  |
| A Touch of Paradise                                              | ?                            | ?                                                                      | Ross Wilson                                                                                              |                                                                                                  |
| A Window to the Sky                                              | 1975                         | A Window to the Sky Soundtrack                                         | Norman Gimbel                                                                                            |                                                                                                  |
| Above the Northern Lights                                        | 1998                         | The Christmas Angel – A Family Story                                   | Chip Davis                                                                                               | + Mannheim Steamroller, Chip Davis                                                               |
| Act of Faith                                                     | 2002                         | (2)                                                                    | Tommy Sims, Michael McDonald, Olivia Newton-John                                                         | + Michael McDonald                                                                               |
| Age of Reason Live                                               | 1998                         | Highlights from The Main Event                                         | Todd Hunter, Johanna Pigott                                                                              | + John Farnham, Anthony Warlow                                                                   |
| Alfie                                                            | 2004                         | Indigo: Women of Song                                                  | Burt Bacharach, Hal David Cilla Black 1966                                                               |                                                                                                  |
| All I Ever Need Is You                                           | 1973                         | The New-Fangled Wandering Minstrel Show TV                             | Jimmy Holiday, Eddie Reeves Ray Charles 1971                                                             |                                                                                                  |
| All I Have to Do Is Dream                                        | 1994                         | Cliff Richard: It’s Cliff Richard – Show No.6                          | Felice Bryant, Boudleaux Bryant The Everly Brothers 1958                                                 | + Cliff Richard                                                                                  |
| All the Pretty Little Horses                                     | 1988                         | Warm and Tender                                                        | David Robert Pack, Kenny Loggins                                                                         |                                                                                                  |
| All Through the Night                                            | 2007                         | Christmas Wish                                                         | Jon Cohen, Sir Harold Boulton Henry Burr 1906                                                            | + Michael McDonald                                                                               |
| Amoureuse                                                        | 1973                         | First Impressions (Greatest Hits)                                      | Gary Osborne, Véronique Sanson 1971                                                                      |                                                                                                  |
| Amoureuse                                                        | 2010                         | Elaine Paige: Elaine Paige and Friends                                 | Gary Osborne, Véronique Sanson 1971                                                                      | + Elaine Paige                                                                                   |
| And I Love You So                                                | 1973                         | Sez Les TV                                                             | Don McLean                                                                                               |                                                                                                  |
| And in the Morning                                               | 1974                         | Have You Never Been Mellow                                             | Graeme Hall                                                                                              |                                                                                                  |
| Angel Eyes                                                       | 1973                         | Long Live Love                                                         | Keith Potger, Tony Macaulay                                                                              |                                                                                                  |
| Angel in the Wings                                               | 2008                         | A Celebration in Song (Olivia Newton-John & Friends)                   | Amy Sky                                                                                                  | + Jann Arden                                                                                     |
| Angel of the Morning                                             | 1972                         | Olivia                                                                 | Chip Taylor Evie Sands 1967                                                                              |                                                                                                  |
| Angels in the Snow                                               | 2007                         | Christmas Wish                                                         | Amy Sky, Steven McKinnon Amy Sky 2005                                                                    |                                                                                                  |
| Angels We Have Heard On High                                     | 2007                         | Christmas Wish                                                         | James Chadwick                                                                                           |                                                                                                  |
| Anyone Who Had a Heart                                           | 2004                         | Indigo: Women of Song                                                  | Burt Bacharach, Hal David Dionne Warwick 1963                                                            |                                                                                                  |
| Anything Goes                                                    | 1976                         | A Special Olivia Newton-John TV                                        | Cole Porter 1934                                                                                         |                                                                                                  |
| As Time Goes By Live                                             | 1976                         | Love Performance LP                                                    | Herman Hupfeld Frances Williams 1931                                                                     |                                                                                                  |
| Attention                                                        | 1998                         | Back with a Heart                                                      | Annie Roboff, Olivia Newton-John, Steve Seskin                                                           |                                                                                                  |
| Auld Lang Syne                                                   | 2012                         | This Christmas                                                         | Robert Burns John W. Myers 1867                                                                          | + John Travolta                                                                                  |
| Ave Maria                                                        | 2000                         | Tis the Season                                                         | Charles Gounod 1852                                                                                      | + The London Symphony Orchestra                                                                  |
| Away in a Manger                                                 | 1994                         | Various Artists: The Spirit of Christmas ’94                           | Charles H. Gabriel, James Murray James R. Murray 1887                                                    |                                                                                                  |
| Away in a Manger                                                 | 1994                         | The Spirit Of Christmas ’94                                            | Charles H. Gabriel, James Murray James R. Murray 1887                                                    | + Tommy Emmanuel                                                                                 |
| Away in a Manger                                                 | 2000                         | Tis the Season                                                         | Charles H. Gabriel, James Murray James R. Murray 1887                                                    | + Vince Gill                                                                                     |
| Away in a Manger                                                 | 2000                         | The Christmas Collection                                               | Charles H. Gabriel, James Murray James R. Murray 1887                                                    | + Vince Gill, The London Symphony Orchestra                                                      |
| Baby, It’s Cold Outside                                          | 2017                         | Friends for Christmas                                                  | Frank Loesser Esther Williams & Ricardo Montalbán 1949                                                   | + John Farnham                                                                                   |
| Baby, It’s Cold Outside                                          | 2012                         | This Christmas                                                         | Frank Loesser Esther Williams & Ricardo Montalbán 1949                                                   | + John Travolta                                                                                  |
| Bachelor Boy Live                                                | 1972                         | Cliff Richard: Oriental Gems – The Classic Collection                  | Bruce Welch, Cliff Richard                                                                               | + Cliff Richard, auch Cliff „Live“ in Japan ’72                                                  |
| Back Scratcher Live                                              | 1972                         | Cliff Richard: Oriental Gems – The Classic Collection                  | | + Cliff Richard, auch Cliff „Live“ in Japan ’72                                                  |
| Back with a Heart                                                | 1998                         | Back with a Heart                                                      | Olivia Newton-John, Gary Burr                                                                            |                                                                                                  |
| Bad About You                                                    | 2002                         | (2)                                                                    | Olivia Newton-John, James House, Don Cook                                                                | + Billy Thorpe                                                                                   |
| Banks of the Ohio                                                | 1971                         | First Impressions (Greatest Hits)                                      | John Farrar, Bruce Welch Piedmont Log Rollers, Mr. Patterson 1927                                        | auch Olivia Newton-John                                                                          |
| Banks of the Ohio Neu 1                                          | 2007                         | Classic Country Compilation                                            | John Farrar, Bruce Welch, Miriam Frances                                                                 |                                                                                                  |
| Banks of the Ohio Neu 2                                          | 2007                         | Country Ladies Compilation                                             | John Farrar, Bruce Welch, Miriam Frances                                                                 |                                                                                                  |
| Banks of the Ohio Deutsch: Unten am Fluss, der Ohio heißt        | 1971                         | If Not for You                                                         | John Farrar, Bruce Welch, Miriam Frances                                                                 |                                                                                                  |
| Beautiful Thing                                                  | 2008                         | A Celebration in Song                                                  | ? | + Belinda Emmett                                                                                 |
| Behind That Locked Door                                          | 1972                         | Olivia                                                                 | George Harrison 1970                                                                                     |                                                                                                  |
| Being on the Losing End                                          | 1973                         | Let Me Be There                                                        | Carl Groszmann, Glynne Jones                                                                             |                                                                                                  |
| Best of Friends                                                  | 2003                         | The Best Songs from the Land Before Time                               | Nickolas Ashford, Valerie Simpson, Curtis Jackson, Josephine Armstead                                    |                                                                                                  |
| Best of My Love                                                  | 2011                         | Hotel Sessions                                                         | Brett Goldsmith                                                                                          |                                                                                                  |
| Big and Strong                                                   | 1988                         | The Rumour                                                             | Mark Heard iDEoLA 1987                                                                                   |                                                                                                  |
| Binah                                                            | 2006                         | Grace and Gratitude                                                    | Greg Johnston                                                                                            |                                                                                                  |
| Blue Eyes Crying in the Rain                                     | 1975                         | Come On Over                                                           | Fred Rose Roy Acuff and His Smoky Mountain Boys 1945                                                     |                                                                                                  |
| Boats Against the Current                                        | 1978                         | Totally Hot                                                            | Eric Carmen 1977                                                                                         |                                                                                                  |
| Borrowed Time                                                    | 1978                         | Totally Hot                                                            | Olivia Newton-John                                                                                       |                                                                                                  |
| Bow River                                                        | 2011                         | Hotel Sessions                                                         | Ian Moss Cold Chisel 1982                                                                                |                                                                                                  |
| Brahms’ Lullaby                                                  | 1988                         | Warm and Tender                                                        | Johannes Brahms 1868                                                                                     |                                                                                                  |
| Brand New Key                                                    | 2011                         | A Few Best Men Soundtrack                                              | Melanie Safka Melanie 1971                                                                               |                                                                                                  |
| Broken Wings                                                     | 2011                         | Hotel Sessions                                                         | John Lang, Richard Page, Steve George Mr. Mister 1985                                                    |                                                                                                  |
| Brotherly Love                                                   | 1973                         | Let Me Be There                                                        | John Farrar                                                                                              |                                                                                                  |
| Burn for You Live                                                | 2015                         | Two Strong Hearts Live                                                 | Ross Fraser, John Farnham, Phil Buckle John Farnham 1990                                                 | + John Farnham                                                                                   |
| Bye Bye Blackbird                                                | 2001                         | Wilde Girls Soundtrack                                                 | Mort Dixon, Ray Henderson                                                                                |                                                                                                  |
| Can I Trust Your Arms                                            | 2005                         | Stronger Than Before                                                   | Olivia Newton-John, Chloe Lattanzi                                                                       |                                                                                                  |
| Can’t Let You Go Live                                            | 1972                         | Cliff Richard: Oriental Gems – The Classic Collection                  | Russ Ballard                                                                                             | + Cliff Richard, auch Cliff „Live“ in Japan ’72                                                  |
| Can’t We Talk It Over in Bed                                     | 1988                         | The Rumour                                                             | Irwin Levine, Sandy Linzer                                                                               |                                                                                                  |
| Canadian Summer Dream                                            | 2013                         | Liona Boyd: The Return... To Canada with Love                          | ? | + Liona Boyd                                                                                     |
| Candle in the Wind                                               | 1987                         | Hollywood nights TV                                                    | Elton John, Bernie Taupin                                                                                | + Elton John                                                                                     |
| Car Games                                                        | 1988                         | The Rumour                                                             | Randy Goodrum, Olivia Newton-John                                                                        |                                                                                                  |
| Carolina in the Morning                                          | 1972                         | The Reg Varney Christmas Revue TV                                      | Gus Kahn, Walter Donaldson?                                                                              |                                                                                                  |
| Carried Away                                                     | 1981                         | Physical                                                               | Barry Gibb, Albhy Galuten                                                                                |                                                                                                  |
| Cecilia                                                          | 1972                         | The Reg Varney Christmas Revue TV                                      | Paul Simon, Simon & Garfunkel 1970?                                                                      |                                                                                                  |
| Change of Heart                                                  | 2000                         | Jim Brickman: My Romance                                               | James Merrill Brickman, Olivia Newton-John                                                               | + Jim Brickman                                                                                   |
| Changes                                                          | 1972                         | If You Love Me, Let Me Know                                            | Olivia Newton-John                                                                                       |                                                                                                  |
| Choosing When It’s Too Late                                      | 1995                         | Cliff Richard: Songs From Heathcliff                                   | Tim Rice, John Farrar                                                                                    | + Cliff Richard                                                                                  |
| Christmas Lullaby                                                | 2007                         | Mannheim Steamroller: Christmas Song                                   | Chip Davis, Ed Wilson Mannheim Steamroller, Chip Davis 1995                                              | + Mannheim Steamroller                                                                           |
| Christmas Never Felt Like This Before                            | 1995                         | The Christmas Collection                                               | Annie Roboff, Olivia Newton-John, Tena Clark                                                             |                                                                                                  |
| Christmas on My Radio                                            | 2007                         | Christmas Wish                                                         | Amy Sky, Olivia Newton-John                                                                              |                                                                                                  |
| Christmas Time Is Here                                           | 2012                         | This Christmas                                                         | Vince Guaraldi, Lee Mendelson Vince Guaraldi Trio & Chor der St. Paul’s Episcopal Church San Rafael 1965 | + John Travolta                                                                                  |
| Clearly Love                                                     | 1975                         | Clearly Love                                                           | Diane Berglund, Jim Philips                                                                              |                                                                                                  |
| Click Go the Shears                                              | 1988                         | Down Under VHS                                                         | Olivia Newton-John                                                                                       |                                                                                                  |
| Close to You Live                                                | 2003                         | Heartstrings World Tour Tour                                           | Burt Bacharach, Hal David Carpenters 1970                                                                |                                                                                                  |
| Closer to Me                                                     | 1998                         | Back with a Heart                                                      | John Farrar                                                                                              |                                                                                                  |
| Come In You’ll Get Pneumonia                                     | 1967                         | The Easybeats: Vigil                                                   | Harry Vanda, George Young, Tony Cahill                                                                   | + The Easybeats                                                                                  |
| Come On Home                                                     | 1998                         | 40/40: The Best Selection                                              | Olivia Newton-John                                                                                       |                                                                                                  |
| Come On Over                                                     | 1975                         | Come On Over                                                           | Barry Gibb, Robin Gibb Bee Gees 1975                                                                     |                                                                                                  |
| Coming Home                                                      | 2000                         | Sordid Lives Soundtrack                                                | William James Kirkpatrick                                                                                |                                                                                                  |
| Compassionate Man                                                | 1976                         | Don’t Stop Believin’                                                   | John Farrar, Chris Christian                                                                             |                                                                                                  |
| Coolin’ Down                                                     | 1977                         | Making a Good Thing Better                                             | John Farrar                                                                                              |                                                                                                  |
| Cotton Jenny                                                     | 2007                         | Just the Two of Us: The Duets Collection – Volume Two                  | Gordon Lightfoot 1969                                                                                    | + Anne Murray                                                                                    |
| Country Girl                                                     | 1973                         | Long Live Love                                                         | Alan Hawkshaw, Peter Gosling                                                                             |                                                                                                  |
| Courageous                                                       | 2008                         | A Celebration in Song (Olivia Newton-John & Friends)                   | Melinda Schneider, Ben Cooper                                                                            | + Melinda Schneider                                                                              |
| Crawl Baby, Crawl                                                | 1965                         | Boomeride TV                                                           | ? |                                                                                                  |
| Cry Me a River                                                   | 2004                         | Indigo: Women of Song                                                  | Arthur Hamilton Julie London 1955                                                                        |                                                                                                  |
| Crying, Laughing, Loving, Lying                                  | 1975                         | Clearly Love                                                           | Labi Siffre 1972                                                                                         |                                                                                                  |
| Culture Shock                                                    | 1985                         | Soul Kiss                                                              | Steve Kipner, Paul Bliss                                                                                 |                                                                                                  |
| Dancin’                                                          | 1980                         | Xanadu Soundtrack                                                      | John Farrar                                                                                              | + The Tubes                                                                                      |
| Dancin’ ’Round and ’Round                                        | 1978                         | Totally Hot                                                            | Adam Mitchell                                                                                            |                                                                                                  |
| Dare to Dream                                                    | 2000                         | Just the Two of Us: The Duets Collection – Volume Two                  | Wayne Tester, Paul Begaud, Vanessa Corish                                                                | + John Farnham                                                                                   |
| Daydream Believer                                                | 2011                         | A Few Best Men Soundtrack                                              | John C. Stewart The Monkees 1967                                                                         |                                                                                                  |
| Deck The Halls                                                   | 2007                         | Christmas Wish                                                         | Thomas Oliphant 1862                                                                                     |                                                                                                  |
| Deck the Halls                                                   | 2012                         | This Christmas                                                         | Thomas Oliphant 1862                                                                                     | + John Travolta, James Taylor                                                                    |
| Deck the Halls                                                   | 2000                         | ?                                                                      | Thomas Oliphant 1862                                                                                     | + Vince Gill                                                                                     |
| Deeper Than a River                                              | 1992                         | Back to Basics – The Essential Collection 1971–1992                    | Diane Warren                                                                                             |                                                                                                  |
| Deeper Than the Night                                            | 1978                         | Totally Hot                                                            | Tom Snow, Johnny Vastano                                                                                 |                                                                                                  |
| Devil Gate Drive                                                 | 2011                         | A Few Best Men Soundtrack                                              | Mike Chapman, Nicky Chinn Suzi Quatro 1974                                                               |                                                                                                  |
| Do You Feel (Like I Do)                                          | 1994                         | Gaia – One Woman’s Journey                                             | Olivia Newton-John                                                                                       |                                                                                                  |
| Do You Want to Dance Live                                        | 1972                         | Cliff Richard: Oriental Gems – The Classic Collection                  | Bobby Freeman 1958                                                                                       | + Cliff Richard, auch Cliff „Live“ in Japan ’72                                                  |
| Don’t Ask a Friend                                               | 1977                         | Making a Good Thing Better                                             | Olivia Newton-John                                                                                       |                                                                                                  |
| Don’t Cry for Me Argentina                                       | 1977                         | Making a Good Thing Better                                             | Andrew Lloyd Webber, Tim Rice Paul Jones, Colm Wilkinson, Julie Covington & Ensemble 1976                |                                                                                                  |
| Don’t Cry for Me Argentina                                       | 1977                         | ?                                                                      | Andrew Lloyd Webber, Tim Rice Paul Jones, Colm Wilkinson, Julie Covington & Ensemble 1976                | + Andy Gibb                                                                                      |
| Don’t Cut Me Down                                                | 1994                         | Gaia – One Woman’s Journey                                             | Olivia Newton-John                                                                                       |                                                                                                  |
| Don’t Move Away                                                  | 1970                         | If Not for You Limited Edition                                         | Valerie Avon, K. Wilson, Harold Spino                                                                    | + Cliff Richard                                                                                  |
| Don’t Say That                                                   | 1998                         | Back with a Heart                                                      | Olivia Newton-John, Chris Farren                                                                         |                                                                                                  |
| Don’t Stop Believin’                                             | 1976                         | Don’t Stop Believin’                                                   | John Farrar                                                                                              |                                                                                                  |
| Don’t Stop Believin’ Neu                                         | 2005                         | Stronger Than Before                                                   | John Farrar                                                                                              |                                                                                                  |
| Don’t Stop Believin’ Live                                        | 2006                         | Olivia’s Live Hits                                                     | John Farrar                                                                                              | + Sydney Symphony Orchestra                                                                      |
| Don’t Throw It All Away                                          | 1975                         | Come On Over                                                           | George Benson, David Richard Mindel, Gary Benson, Dave Mindel The Shadows 1975                           |                                                                                                  |
| Don’t You Know It’s Magic Live                                   | 1998                         | Highlights from The Main Event                                         | Brian Cadd                                                                                               | + John Farnham, Anthony Warlow                                                                   |
| Dream Tomorrow                                                   | 1995                         | Cliff Richard: Songs From Heathcliff                                   | Tim Rice, John Farrar                                                                                    | + Cliff Richard                                                                                  |
| Driving Music                                                    | 1985                         | Soul Kiss                                                              | Steve Kipner, Tommy Emmanuel                                                                             |                                                                                                  |
| Early in the Morning Live                                        | 1972                         | Cliff Richard: Oriental Gems – The Classic Collection                  | Bobby Darin, Woody Harris The Ding Dongs 1958                                                            | + Cliff Richard, auch Cliff „Live“ in Japan ’72                                                  |
| Electric                                                         | 1985                         | Soul Kiss Limited Edition                                              | Tom Keane, Paul Gordon, Michael Landau                                                                   |                                                                                                  |
| Emotional Tangle                                                 | 1985                         | Soul Kiss                                                              | John Farrar, Billy Thorpe                                                                                |                                                                                                  |
| End in Peace                                                     | 2011                         | Hotel Sessions                                                         | Olivia Newton-John, Brett Goldsmith                                                                      |                                                                                                  |
| Every Face Tells a Story                                         | 1976                         | Don’t Stop Believin’                                                   | Don Black, Peter Sills, Michael Allison                                                                  |                                                                                                  |
| Every Little Movement                                            | 1976                         | A Special Olivia Newton-John TV                                        | Harbach, Hoschna 1910                                                                                    |                                                                                                  |
| Every Time It Snows                                              | 2007                         | Christmas Wish                                                         | Amy Sky, Olivia Newton-John                                                                              | + Jon Secada                                                                                     |
| Every Time It Snows                                              | 2008                         | Christmas Wish                                                         | Amy Sky, Olivia Newton-John                                                                              | + Mark Masri                                                                                     |
| Everybody’s Someone                                              | 2018                         | Just the Two of Us: The Duets Collection – Volume Two                  | Christopher Neil, Martin Sutton                                                                          | + Cliff Richard                                                                                  |
| Everything I Own                                                 | 1972                         | First Impressions (Greatest Hits)                                      | David Gates Bread 1971                                                                                   |                                                                                                  |
| Everything Love Is                                               | 2008                         | A Celebration in Song (Olivia Newton-John & Friends)                   | Olivia Newton-John, Jimmy Barnes                                                                         | + Jimmy Barnes                                                                                   |
| Everytime You Cry Live                                           | 2015                         | Two Strong Hearts Live                                                 | Shelly Peiken, Gregg Sutton John Farnham, Human Nature 1997                                              | + John Farnham                                                                                   |
| Face to Face                                                     | 1984                         | Just the Two of Us: The Duets Collection – Volume One                  | Barry Gibb, Maurice Gibb, George Bitzer                                                                  | + Barry Gibb                                                                                     |
| Fairy Tale Hero                                                  | 1975                         | Clearly Love Japan                                                     | John Rostill                                                                                             |                                                                                                  |
| Falling                                                          | 1981                         | Physical                                                               | John Farrar 1980                                                                                         |                                                                                                  |
| Falling                                                          | 1997                         | Just the Two of Us: The Duets Collection – Volume Two                  | Lenny LeBlanc, Eddie Struzick                                                                            | + Raybon Brothers                                                                                |
| Feeling Best                                                     | 1973                         | Let Me Be There                                                        | Glenn Shorrock                                                                                           |                                                                                                  |
| Feeling-Too-Good-Today Blues                                     | 1976                         | A Special Olivia Newton-John TV                                        | Olivia Newton-John                                                                                       |                                                                                                  |
| Fever Live                                                       | 2015                         | Two Strong Hearts Live                                                 | Eddie Cooley, Otis Blackwell Little Willie John 1956                                                     | + John Farnham                                                                                   |
| Fight for Our Love                                               | 1998                         | Back with a Heart                                                      | Olivia Newton-John, Victoria Shaw                                                                        |                                                                                                  |
| Find a Little Faith                                              | 2008                         | A Celebration in Song (Olivia Newton-John & Friends)                   | Amy Sky                                                                                                  | + Cliff Richard                                                                                  |
| Fine Line                                                        | 1984                         | Barry Gibb: Now Voyager                                                | Barry Gibb, Maurice Gibb, George Bitzer                                                                  | + Barry Gibb                                                                                     |
| Fly                                                              | ?                            | Snowden on Ice TV                                                      | Randy Goodrum                                                                                            |                                                                                                  |
| Fly Away                                                         | 1975                         | John Denver: Windsong                                                  | John Denver, Joe Henry                                                                                   | + John Denver                                                                                    |
| Flying Dreams                                                    | 2000                         | Kenny Loggins: More Songs From Pooh Corner                             | Paul Williams, Jerry Goldsmith Paul Williams 1982                                                        | + Kenny Loggins                                                                                  |
| Flying Machine Live                                              | 1972                         | Cliff Richard: Oriental Gems – The Classic Collection                  | George Hultgreen                                                                                         | + Cliff Richard, auch Cliff „Live“ in Japan ’72                                                  |
| Follow Me                                                        | 1974                         | Have You Never Been Mellow                                             | John Denver John Denver 1970                                                                             |                                                                                                  |
| Fool Country                                                     | 1980                         | Gold                                                                   | John Farrar                                                                                              |                                                                                                  |
| For Ever                                                         | 1966                         | If Not for You Limited Edition                                         | Freddie Allen, Julian Bailey                                                                             |                                                                                                  |
| Forty-Second Street                                              | 1976                         | A Special Olivia Newton-John TV                                        | Harry Warren, Al Dubin 1932                                                                              |                                                                                                  |
| Free the People                                                  | 1973                         | Long Live Love                                                         | Barbara Keith Delaney & Bonnie and Friends 1970                                                          |                                                                                                  |
| Fulfilled                                                        | 2016                         | Steve Real: Never Too Late                                             | Steve Real, Marlen Landin                                                                                | + Steve Real                                                                                     |
| Funeral Talk                                                     | 2000                         | Sordid Lives Soundtrack                                                | ? |                                                                                                  |
| Gaia                                                             | 1994                         | Gaia – One Woman’s Journey                                             | Olivia Newton-John                                                                                       |                                                                                                  |
| Game of Love                                                     | 1971                         | If Not for You Deluxe Edition                                          | Petrina Lordan                                                                                           |                                                                                                  |
| Gaté Gaté                                                        | 2006                         | Grace and Gratitude                                                    | Amy Sky, Greg Johnston                                                                                   |                                                                                                  |
| Georgy Girl                                                      | 2011                         | A Few Best Men Soundtrack                                              | Jim Dale, Tom Springfield The Seekers 1966                                                               |                                                                                                  |
| Get a Physical                                                   | ?                            | Rosie O’Donnell Show TV                                                | ? | + Rosie O’Donnell                                                                                |
| Get It Right with God                                            | ?                            | Olivia #2 TV                                                           | Reverend James Cleveland, Southern Baptist Choir                                                         |                                                                                                  |
| Get Out                                                          | 1988                         | The Rumour                                                             | Randy Goodrum, Olivia Newton-John                                                                        |                                                                                                  |
| Getting Better All the Time                                      | 2016                         | Just the Two of Us: The Duets Collection – Volume Two                  | Jason Deere, Molly Reed, Jennifer Denmark                                                                | + Marie Osmond                                                                                   |
| Gimme Some Lovin’                                                | 1978                         | Totally Hot                                                            | Muff Winwood, Steve Winwood, Spencer Davis The Spencer Davis Group 1966                                  |                                                                                                  |
| God Only Knows                                                   | 1973                         | Long Live Love                                                         | Brian Wilson, Tony Asher The Beach Boys 1966                                                             |                                                                                                  |
| Going Back                                                       | 1970                         | If Not for You Limited Edition                                         | Ritchie Adams, Mark Barkan                                                                               | + Toomorrow                                                                                      |
| Good Old Rock ’n’ Roll Live                                      | 1972                         | Cliff Richard: Oriental Gems – The Classic Collection                  | | + Cliff Richard, auch Cliff „Live“ in Japan ’72                                                  |
| Good Times                                                       | 1966                         | The Easybeats: Vigil                                                   | Harry Vanda, George Young                                                                                | + The Easybeats                                                                                  |
| Goodbye Again                                                    | 1974                         | Have You Never Been Mellow                                             | John Denver John Denver 1972                                                                             |                                                                                                  |
| Goodbye Sam, Hello Samantha Live                                 | 1972                         | Cliff Richard: Oriental Gems – The Classic Collection                  | Peter Callander, Mitch Murray, Geoff Stephens                                                            | + Cliff Richard, auch Cliff „Live“ in Japan ’72                                                  |
| Grace and Gratitude                                              | 2006                         | Grace and Gratitude                                                    | Amy Sky, Olivia Newton-John                                                                              |                                                                                                  |
| Grace and Gratitude Neu                                          | 2016                         | Liv On (Amy Sky, Olivia Newton-John & Beth Nielsen Chapman)            | Amy Sky, Olivia Newton-John                                                                              |                                                                                                  |
| Grease                                                           | 1978                         | Grease Soundtrack                                                      | Barry Gibb                                                                                               | + Frankie Valli, John Travolta                                                                   |
| Grease The Dream Mix                                             | 1991                         | Grease Soundtrack                                                      | Barry Gibb, Robin Gibb, Maurice Gibb, John Farrar, Louis St. Louis, Scott Simon                          | + Frankie Valli, John Travolta                                                                   |
| Greased Lightnin’                                                | 1978                         | Grease Soundtrack                                                      | Jim Jacobs                                                                                               | + John Travolta                                                                                  |
| Great Balls of Fire Live                                         | 1972                         | Cliff Richard: Oriental Gems – The Classic Collection                  | | + Cliff Richard, auch Cliff „Live“ in Japan ’72                                                  |
| Greensleeves                                                     | 1975                         | Come On Over                                                           | Bob Thiele, Kurt Sutter Richard Jones 1581                                                               |                                                                                                  |
| Grow Young                                                       | 1978                         | 40th Anniversary Collection DVD                                        | Jimmy Webb                                                                                               |                                                                                                  |
| Had to Be                                                        | 1995                         | Cliff Richard: Songs From Heathcliff                                   | Tim Rice, John Farrar                                                                                    | + Cliff Richard                                                                                  |
| Hammerhead                                                       | 1987                         | James Reyne: James Reyne                                               | Simon Hussey, James Reyne                                                                                | + James Reyne                                                                                    |
| Hands Across the Sea                                             | 1973                         | Long Live Love                                                         | Ben Findon, Geoff Wilkins The Dooley Family 1974                                                         |                                                                                                  |
| Happiness Valley                                                 | 1970                         | Toomorrow                                                              | Mark Barkan, Ritchie Adams                                                                               | + Toomorrow                                                                                      |
| Happy Day                                                        | 2002                         | (2)                                                                    | Don Walker, Nathan Cavaleri                                                                              | + Jimmy Little                                                                                   |
| Happy Together                                                   | 1977                         | Glen Campbell: Down Home Down Under                                    | Garry Bonner, Alan Gordon                                                                                | + Glen Campbell                                                                                  |
| Hark! The Herald Angels Sing                                     | 2017                         | Friends for Christmas                                                  | Charles Wesley, Felix Mendelssohn Columbia Male Quartet 1904                                             | + John Farnham                                                                                   |
| Have a Little Talk with Myself Live                              | 1972                         | Cliff Richard: Oriental Gems – The Classic Collection                  | | + Cliff Richard, auch Cliff „Live“ in Japan ’72                                                  |
| Have Love, Will Travel                                           | 1973                         | Long Live Love                                                         | Roger Greenaway, Geoff Stephens                                                                          |                                                                                                  |
| Have You Never Been Mellow                                       | 1974                         | Have You Never Been Mellow                                             | John Farrar                                                                                              |                                                                                                  |
| Have You Never Been Mellow Live                                  | 2006                         | Olivia’s Live Hits                                                     | John Farrar                                                                                              | + Sydney Symphony Orchestra                                                                      |
| Have Yourself a Merry Little Christmas                           | 2012                         | This Christmas                                                         | Hugh Martin, Ralph Blane Judy Garland 1944                                                               | + Cliff Richard, John Travolta                                                                   |
| Have Yourself a Merry Little Christmas                           | 2017                         | Friends for Christmas                                                  | Hugh Martin, Ralph Blane Judy Garland 1944                                                               | + John Farnham                                                                                   |
| Have Yourself a Merry Little Christmas                           | 2000                         | The Christmas Collection                                               | Hugh Martin, Ralph Blane Judy Garland 1944                                                               | + Kenny Loggins                                                                                  |
| He Ain’t Heavy, He’s My Brother                                  | 1975                         | Clearly Love                                                           | Bob Russell, Bobby Scott Kelly Gordon 1969                                                               |                                                                                                  |
| Heart Attack                                                     | 1982                         | Greatest Hits Vol 2                                                    | Steve Kipner, Paul Bliss                                                                                 |                                                                                                  |
| Heart’s on Fire Live                                             | 2015                         | Two Strong Hearts Live                                                 | Tom Kimmel, Stan Lynch John Farnham 1996                                                                 | + John Farnham                                                                                   |
| Heart’s on Fire Live                                             | 1998                         | Highlights from The Main Event                                         | Tom Kimmel, Stan Lynch John Farnham 1996                                                                 | + John Farnham, Anthony Warlow                                                                   |
| Heartache Tonight                                                | ?                            | Hollywood Nights TV                                                    | ? | + Toni Tennille, Tina Turner, Karen, Peaches                                                     |
| Heartbreaker                                                     | 1973                         | Let Me Be There                                                        | Russ Ballard Free 1972                                                                                   |                                                                                                  |
| Help Me Make It Through the Night                                | 1971                         | If Not for You                                                         | Kris Kristofferson Kris Kristofferson 1970                                                               | auch Olivia Newton-John                                                                          |
| Help Me to Heal                                                  | 2010                         | Grace and Gratitude Renewed                                            | Amy Sky, Olivia Newton-John                                                                              |                                                                                                  |
| Here Comes Santa Claus                                           | 2017                         | Friends for Christmas Limited Edition                                  | Gene Autry, Oakley Haldeman Gene Autry 1947                                                              | + John Farnham                                                                                   |
| Here, There and Everywhere                                       | 1968                         | Bandstand TV                                                           | John Lennon, Paul McCartney The Beatles 1966                                                             |                                                                                                  |
| He’s My Rock                                                     | 1975                         | Clearly Love                                                           | Sharon K. Dobbins Stoney Edwards 1972                                                                    |                                                                                                  |
| Hesed-Gevurah                                                    | 2006                         | Grace and Gratitude                                                    | Greg Johnston                                                                                            |                                                                                                  |
| Hey Mr. Dreammaker                                               | 1976                         | Don’t Stop Believin’                                                   | Alan Tarney, Bruce Welch Tarney & Spencer 1976                                                           |                                                                                                  |
| Hit the Road Jack Live                                           | 2015                         | Two Strong Hearts Live                                                 | Percy Mayfield Percy Mayfield 1960                                                                       | + John Farnham                                                                                   |
| Hochmah                                                          | 2006                         | Grace and Gratitude                                                    | Amy Sky                                                                                                  |                                                                                                  |
| Hod                                                              | 2006                         | Grace and Gratitude                                                    | Greg Johnston                                                                                            |                                                                                                  |
| Hollywood Nights                                                 | ?                            | Hollywood Nights TV                                                    | Harry Vanda, George Young                                                                                | + The Easybeats                                                                                  |
| Home                                                             | ?                            | Snowden on Ice TV                                                      | Randy Goodrum                                                                                            |                                                                                                  |
| Home Ain’t Home Anymore                                          | 1973                         | Long Live Love                                                         | John Farrar, Peter Robinson                                                                              |                                                                                                  |
| Honey Pie                                                        | 1973                         | Stephane Grapelli TV                                                   | John Lennon, Paul McCartney The Beatles 1968                                                             |                                                                                                  |
| Hope Is Always Here                                              | 2009                         | Hope Is Always Here (Olivia Newton-John & David Foster)                | Olivia Newton-John, David Foster                                                                         | + David Foster                                                                                   |
| Hopelessly Devoted to You                                        | 1978                         | Grease Soundtrack                                                      | John Farrar                                                                                              |                                                                                                  |
| Hopelessly Devoted to You                                        | 1978                         | Grease Soundtrack                                                      | John Farrar                                                                                              | + Frankie Valli, John Travolta                                                                   |
| Hopelessly Devoted to You Live                                   | 1998                         | Highlights From The Main Event                                         | John Farrar                                                                                              |                                                                                                  |
| Hopelessly Devoted to You Live                                   | 1998                         | Just the Two of Us: The Duets Collection – Volume One                  | John Farrar                                                                                              | + Mariah Carey                                                                                   |
| Hopelessly Devoted to You Live                                   | 2006                         | Olivia’s Live Hits                                                     | John Farrar                                                                                              | + Sydney Symphony Orchestra                                                                      |
| How Can You Mend a Broken Heart                                  | 2016                         | Just the Two of Us: The Duets Collection – Volume One                  | Barry Gibb, Robin Gibb Bee Gees 1971                                                                     | + Kelly Lang                                                                                     |
| How Glad I Am                                                    | 2004                         | Indigo: Women of Song                                                  | Jimmy Williams, Larry Harrison Nancy Wilson, Orchestra, Oliver Nelson 1964                               |                                                                                                  |
| How Insensitive                                                  | 2004                         | Indigo: Women of Song                                                  | Norman Gimbel, Antonio Carlos Jobim, Vinicius de Moraes João Gilberto 1961                               |                                                                                                  |
| How to Grow Up Big and Strong                                    | 1996                         | Orphans of God                                                         | Mark Heard                                                                                               |                                                                                                  |
| I Can’t Help It                                                  | 1980                         | Andy Gibb: After Dark                                                  | Barry Gibb, Robin Gibb, Maurice Gibb, Andy Gibb                                                          | + Andy Gibb                                                                                      |
| I Could Never Live Without your Love                             | 1970                         | If Not for You Limited Edition                                         | Roger Cook, Roger Greenaway, John Goodison                                                               | + Toomorrow                                                                                      |
| I Do Not Love You Isabella                                       | 1995                         | Cliff Richard: Songs From Heathcliff                                   | Tim Rice, John Farrar                                                                                    | + Cliff Richard, Kristina Nichols                                                                |
| I Don’t Wanna Say Goodnight                                      | 1998                         | Back with a Heart                                                      | Al Anderson, Robert Ellis Orrall                                                                         |                                                                                                  |
| I Honestly Love You                                              | 1973                         | Back to Basics – The Essential Collection 1971–1992                    | Peter Allen, Jeff Barry Peter Allen 1974                                                                 |                                                                                                  |
| I Honestly Love You Französisch: Mon amour, mon impossible amour | 1973                         | Long Live Love Japan                                                   | Peter Allen, Jeff Barry, Catherine Breillat Peter Allen 1974                                             |                                                                                                  |
| I Honestly Love You – New                                        | 1998                         | Back with a Heart                                                      | Peter Allen, Jeff Barry Peter Allen 1974                                                                 |                                                                                                  |
| I Honestly Love You Live                                         | 1998                         | Highlights from The Main Event                                         | Peter Allen, Jeff Barry Peter Allen 1974                                                                 | + Anthony Warlow                                                                                 |
| I Honestly Love You                                              | 2005                         | Gold                                                                   | Peter Allen, Jeff Barry Peter Allen 1974                                                                 | + Babyface                                                                                       |
| I Honestly Love You                                              | 1999                         | Just the Two of Us: The Duets Collection – Volume One                  | Peter Allen, Jeff Barry Peter Allen 1974                                                                 | + Jim Brickman                                                                                   |
| I Honestly Love You Live                                         | 2015                         | Two Strong Hearts Live                                                 | Peter Allen, Jeff Barry Peter Allen 1974                                                                 | + John Farnham                                                                                   |
| I Honestly Love You Live                                         | 2006                         | Olivia’s Live Hits                                                     | Peter Allen, Jeff Barry Peter Allen 1974                                                                 | + Sydney Symphony Orchestra                                                                      |
| I Love You Crazy                                                 | 2002                         | (2)                                                                    | Steve Werfel, Robert Parde, Brooke McClymont                                                             | + Human Nature                                                                                   |
| I Need Love                                                      | 1992                         | Back to Basics – The Essential Collection 1971–1992                    | Steve Kipner, John Lewis Parker                                                                          |                                                                                                  |
| I Never Did Sing You a Love Song                                 | 1974                         | Have You Never Been Mellow                                             | David Nichtern Maria Muldaur 1973                                                                        |                                                                                                  |
| I Never Knew Love                                                | 1994                         | Gaia – One Woman’s Journey                                             | Olivia Newton-John                                                                                       |                                                                                                  |
| I Say Yeh Yeh                                                    | 1973                         | The New-Fangled Wandering Minstrel Show TV                             | ? | + Georgie Fame                                                                                   |
| I Still Call Australia My Home                                   | 1984                         | Olympic Gala TV                                                        | Peter Allen                                                                                              |                                                                                                  |
| I Think I’ll Say Goodbye                                         | 1977                         | Making a Good Thing Better                                             | Jim Rushing, Marshall Chapman Mary Kay James 1975                                                        |                                                                                                  |
| I Think I Love You                                               | 2011                         | A Few Best Men Soundtrack                                              | Tony Romeo The Partridge Family, Shirley Jones, David Cassidy 1970                                       |                                                                                                  |
| I Think You Might Like It                                        | 2012                         | This Christmas                                                         | John Farrar                                                                                              | + John Travolta                                                                                  |
| I Touch Myself                                                   | 2014                         | The I Touch Myself Project                                             | Billy Steinberg, Christina Amphlett, Mark McEntee, Tom Kelly                                             | + I Touch Myself Project                                                                         |
| I Want to Be Wanted                                              | 1992                         | Back to Basics – The Essential Collection 1971–1992                    | Alberto Testa, Kim Gannon, Giuseppe Spotti, Pino Spotti Wilma De Angelis, Piero Soffici 1959             |                                                                                                  |
| I Will Be Right Here                                             | 2002                         | (2)                                                                    | Diane Warren All-4-One 1998                                                                              | + David Campbell                                                                                 |
| I Will Lift Up My Eyes                                           | 2006                         | Grace and Gratitude                                                    | Amy Sky                                                                                                  |                                                                                                  |
| I Will Lift Up My Eyes                                           | 2010                         | Grace and Gratitude Renewed                                            | Amy Sky                                                                                                  | + Amy Sky                                                                                        |
| I Will Touch You                                                 | 1972                         | Olivia                                                                 | Steve Cagan                                                                                              |                                                                                                  |
| If                                                               | 1971                         | If Not for You                                                         | David Gates Bread 1971                                                                                   | auch Olivia Newton-John                                                                          |
| If I Gotta Leave                                                 | 1971                         | If Not for You                                                         | Tony Hiller, Paul Curtis                                                                                 | auch Olivia Newton-John                                                                          |
| If Love Is Real                                                  | 1977                         | Making a Good Thing Better                                             | Randy Edelman Randy Edelman 1977                                                                         |                                                                                                  |
| If Not for You                                                   | 1971                         | First Impressions (Greatest Hits)                                      | Bob Dylan Bob Dylan 1970                                                                                 | auch Olivia Newton-John                                                                          |
| If Not for You Live                                              | 2015                         | Two Strong Hearts Live                                                 | Bob Dylan Bob Dylan 1970                                                                                 | + John Farnham                                                                                   |
| If Not for You Live                                              | 1998                         | Highlights from The Main Event                                         | Bob Dylan Bob Dylan 1970                                                                                 | + John Farnham, Anthony Warlow                                                                   |
| If Not for You Live                                              | 2006                         | Olivia’s Live Hits                                                     | Bob Dylan Bob Dylan 1970                                                                                 | + Sydney Symphony Orchestra                                                                      |
| If We Only Have Love                                             | 1972                         | Olivia                                                                 | Jacques Brel, Mort Shuman, Eric Blau Jacques Brel, André Popp 1956                                       |                                                                                                  |
| If We Only Have Love                                             | 1973                         | Engelbert TV                                                           | Jacques Brel, Mort Shuman, Eric Blau Jacques Brel, André Popp 1956                                       | + Engelbert Humperdinck                                                                          |
| If We Try                                                        | 1973                         | Let Me Be There                                                        | Don McLean 1972                                                                                          |                                                                                                  |
| If You Can’t Be Hurt                                             | 1970                         | Toomorrow                                                              | Mark Barkan, Ritchie Adams                                                                               | + Toomorrow                                                                                      |
| If You Could Read My Mind                                        | 1971                         | If Not for You                                                         | Gordon Lightfoot 1970                                                                                    | auch Olivia Newton-John                                                                          |
| If You Could Read My Mind Neu                                    | 2012                         | Country Hits                                                           | Gordon Lightfoot 1970                                                                                    |                                                                                                  |
| If You Love Me (Let Me Know)                                     | 1974                         | If You Love Me, Let Me Know                                            | John Rostill                                                                                             |                                                                                                  |
| I’ll Be Home for Christmas                                       | 2012                         | This Christmas                                                         | Buck Ram, Walter Kent, Kim Gannon Bing Crosby with John Scott Trotter & his Orchestra 1943               | + John Travolta & Barbra Streisand                                                               |
| I’ll Bet You a Kangaroo                                          | 1976                         | Don’t Stop Believin’                                                   | Larry Murray                                                                                             |                                                                                                  |
| I’ll Come Runnin’                                                | 2002                         | (2)                                                                    | Diane Warren Juice 1997                                                                                  | + Tina Arena                                                                                     |
| I’m a Small and Lonely Light                                     | 1972                         | Olivia                                                                 | John Farrar, Peter Best                                                                                  |                                                                                                  |
| I’m Counting on You                                              | 2002                         | (2)                                                                    | Alicia Evelyn Johnny Nash, Orch., Chorus, Bob Mersey 1961                                                | + Johnny O’Keefe                                                                                 |
| I’m Leaving It All Up to You                                     | 1994                         | Cliff Richard: It’s Cliff Richard – Show No.6                          | ? | + Cliff Richard                                                                                  |
| Immortality                                                      | 2016                         | Liv On (Amy Sky, Olivia Newton-John & Beth Nielsen Chapman)            | Amy Sky, Beth Nielsen Chapman, Olivia Newton-John, Mary Elizabeth Frye                                   |                                                                                                  |
| Impossible                                                       | 2016                         | Liv On (Amy Sky, Olivia Newton-John & Beth Nielsen Chapman)            | Beth Nielsen Chapman, Laureen Smith                                                                      |                                                                                                  |
| In a Station                                                     | 1971                         | If Not for You                                                         | Richard Manuel The Band 1968                                                                             | auch Olivia Newton-John                                                                          |
| In the Bleak Midwinter                                           | 2008                         | Christmas Wish Limited Edition                                         | Christina Georgina Rossetti, Gustav Holst                                                                |                                                                                                  |
| Instrument Of Peace                                              | 2006                         | Grace and Gratitude                                                    | Stephan Moccio, Amy Sky, Marc Jordan                                                                     |                                                                                                  |
| Instrument of Peace                                              | 2009                         | Christmas Wish Limited Edition                                         | Stephan Moccio, Amy Sky, Marc Jordan                                                                     | + Amy Sky                                                                                        |
| Instrument of Peace                                              | 2007                         | Christmas Wish                                                         | Stephan Moccio, Amy Sky, Marc Jordan                                                                     | + Marc Jordan                                                                                    |
| Intro Live                                                       | 2015                         | Summer Nights – Live in Las Vegas                                      | ? |                                                                                                  |
| Islands in the Stream                                            | 2009                         | Sound Relief DVD                                                       | Barry Gibb, Maurice Gibb, Robin Gibb Kenny Rogers & Dolly Parton 1983                                    | + Barry Gibb                                                                                     |
| Isn’t It Amazing                                                 | 2012                         | Hope: Songs of Faith and Inspiration                                   | Andrew Naylor, Andrew Hagger                                                                             |                                                                                                  |
| Isn’t It Amazing                                                 | 2008                         | A Celebration in Song (Olivia Newton-John & Friends)                   | Andrew Naylor, Andrew Hagger                                                                             | + Sun (Ho)                                                                                       |
| It Came Upon a Midnight Clear                                    | 2000                         | Tis the Season                                                         | Edmund Sears, Richard Storrs Willis 1850                                                                 | + Vince Gill                                                                                     |
| It’ll Be Me                                                      | 1975                         | Come On Over                                                           | John Farrar, Hank Marvin                                                                                 |                                                                                                  |
| It’s a Long Way to the Top (If You Wanna Rock ’n’ Roll) Live     | 2015                         | Two Strong Hearts Live                                                 | Bon Scott, Angus Young, Malcolm Young AC/DC 1975                                                         |                                                                                                  |
| It’s Always Australia for Me                                     | 1988                         | The Rumour Japan                                                       | Olivia Newton-John, John Caper                                                                           |                                                                                                  |
| It’s Beginning to Look a Lot Like Christmas                      | 2017                         | Friends for Christmas                                                  | Meredith Wilson Perry Como, The Fontane Sisters, Mitchell Ayres, Orchestra 1951                          | + John Farnham                                                                                   |
| It’s Christmas Time Down Under                                   | ?                            | Funny Things Happen Down Under Soundtrack                              | ? |                                                                                                  |
| It’s Not Heaven                                                  | 1988                         | The Rumour                                                             | Randy Goodrum, Olivia Newton-John                                                                        |                                                                                                  |
| It’s So Easy                                                     | 1974                         | Have You Never Been Mellow                                             | John Farrar, Hank Marvin                                                                                 |                                                                                                  |
| It’s So Easy to Begin                                            | 1977                         | Making a Good Thing Better                                             | Jules Shear                                                                                              |                                                                                                  |
| It’s So Hard to Say Goodbye                                      | 1971                         | If Not for You Limited Edition                                         | Alan Hawkshaw, Ray Cameron                                                                               |                                                                                                  |
| It’s So Nice to Have a Man Around the House                      | 1978                         | Donny & Marie Show TV                                                  | ? |                                                                                                  |
| It Takes Two Live                                                | 2003                         | Heartstrings World Tour Tour                                           | ? | + Chloe Lattanzi                                                                                 |
| Jack Daniels                                                     | 2008                         | Sordid Lives: The Series Soundtrack                                    | ? |                                                                                                  |
| Jailhouse Rock Live                                              | 1972                         | Cliff Richard: Oriental Gems – The Classic Collection                  | | + Cliff Richard, auch Cliff „Live“ in Japan ’72                                                  |
| Jenny Rebecca                                                    | 1988                         | Warm and Tender                                                        | Carol Hall Barbra Streisand 1965                                                                         |                                                                                                  |
| Jesu, Joy of Man’s Desiring                                      | 2007                         | Christmas Wish                                                         | Johann Sebastian Bach Glasgow Orpheus Choir 1948                                                         |                                                                                                  |
| Jolene                                                           | 1975                         | Come On Over                                                           | Dolly Parton Dolly Parton 1973                                                                           |                                                                                                  |
| Jolene                                                           | 2022                         | Just the Two of Us: The Duets Collection – Volume One                  | Dolly Parton Dolly Parton 1973                                                                           | + Dolly Parton                                                                                   |
| Jolene                                                           | 1998                         | Highlights from The Main Event                                         | Dolly Parton Dolly Parton 1973                                                                           | + John Farnham, Anthony Warlow                                                                   |
| Just a Little Lovin’                                             | 1972                         | The Dean Martin Show TV                                                | Eddy Arnold, Zeke Clements                                                                               |                                                                                                  |
| Just a Little Too Much                                           | 1972                         | Olivia                                                                 | Johnny Burnette Ricky Nelson 1959                                                                        |                                                                                                  |
| Just a Lot of Folk (The Marshmallow Song)                        | 1975                         | Clearly Love                                                           | Diane Berglund, Jim Philips                                                                              |                                                                                                  |
| Just as I Am                                                     | 2000                         | Sordid Lives Soundtrack                                                | William Batchelder Bradbury, Charlotte Elliot                                                            |                                                                                                  |
| Just the Way You Are                                             | 2010                         | 40th Anniversary Collection DVD                                        | Billy Joel                                                                                               |                                                                                                  |
| Keter                                                            | 2006                         | Grace and Gratitude                                                    | Stephan Moccio                                                                                           |                                                                                                  |
| Landslide                                                        | 1981                         | Physical                                                               | John Farrar                                                                                              |                                                                                                  |
| Learn to Love Yourself                                           | 2006                         | Grace and Gratitude                                                    | Amy Sky, Olivia Newton-John                                                                              |                                                                                                  |
| Leaving                                                          | 1973                         | Let Me Be There                                                        | Guy Fletcher, Doug Flett                                                                                 |                                                                                                  |
| Let Go Let God                                                   | 2006                         | Grace and Gratitude                                                    | Amy Sky, Olivia Newton-John, Kim Bullard                                                                 |                                                                                                  |
| Let It Be Me                                                     | 2004                         | (2) Japan                                                              | Mann Curtis, Pierre Delanoë Gilbert Bécaud 1955                                                          | + Cliff Richard                                                                                  |
| Let It Shine                                                     | 1975                         | Clearly Love                                                           | Linda Hargrove Linda Hargrove 1973                                                                       |                                                                                                  |
| Let It Snow! Let It Snow! Let It Snow!                           | 2001                         | The Christmas Collection                                               | Sammy Cahn, Jule Styne Vaughn Monroe, The Norton Sisters, Orchestra 1945                                 | + Clint Black, Kenny Loggins                                                                     |
| Let It Snow! Let It Snow! Let It Snow!                           | 2016                         | Friends for Christmas                                                  | Sammy Cahn, Jule Styne Vaughn Monroe, The Norton Sisters, Orchestra 1945                                 | + John Farnham                                                                                   |
| Let Me Be There                                                  | 1973                         | Let Me Be There                                                        | John Rostill                                                                                             |                                                                                                  |
| Let Me Be There                                                  | 2018                         | I Honestly Love You                                                    | John Rostill                                                                                             | + Delta Goodrem                                                                                  |
| Let Me Be There Live                                             | 2015                         | Two Strong Hearts Live                                                 | John Rostill                                                                                             | + John Farnham                                                                                   |
| Let Me Be There Live                                             | 1998                         | Highlights from The Main Event                                         | John Rostill                                                                                             | + John Farnham, Anthony Warlow                                                                   |
| Let’s Move On                                                    | 1970                         | Toomorrow                                                              | Mark Barkan, Ritchie Adams                                                                               | + Toomorrow                                                                                      |
| Let’s Talk About Tomorrow                                        | 1988                         | The Rumour                                                             | John Capek, Amy Sky, Olivia Newton-John                                                                  |                                                                                                  |
| Lifestream                                                       | 1974                         | Have You Never Been Mellow                                             | Rick Nelson Rick Nelson, The Stone Canyon Band 1974                                                      |                                                                                                  |
| Lift Me Up                                                       | 2002                         | (2)                                                                    | Rick Nowels, Darren Hayes                                                                                | + Darren Hayes                                                                                   |
| Little Drummer Boy                                               | 2007                         | Christmas Wish                                                         | Katherine Kennicott Davis The Trapp Family Singers 1951                                                  |                                                                                                  |
| Little Star of Bethlehem                                         | 2007                         | Christmas Wish                                                         | Amy Sky, Olivia Newton-John, Stephen Moccio                                                              |                                                                                                  |
| Live On                                                          | 2016                         | Liv On (Amy Sky, Olivia Newton-John & Beth Nielsen Chapman)            | Amy Sky, Olivia Newton-John, Beth Nielsen Chapman                                                        |                                                                                                  |
| (Livin’ in) Desperate Times                                      | 1983                         | Two of a Kind Soundtrack                                               | Tom Snow, Barry Alfonso                                                                                  |                                                                                                  |
| Living Doll Live                                                 | 1972                         | Cliff Richard: Oriental Gems – The Classic Collection                  | Lionel Bart                                                                                              | + Cliff Richard, auch Cliff „Live“ in Japan ’72                                                  |
| Living in Harmony                                                | 1972                         | Olivia                                                                 | Steven Cagan, Alan Tarney, Trevor Spencer Cliff Richard 1972                                             |                                                                                                  |
| Living in Harmony Live                                           | 1972                         | Cliff Richard: Oriental Gems – The Classic Collection                  | Alan Tarney, Trevor Spencer                                                                              | + Cliff Richard, auch Cliff „Live“ in Japan ’72                                                  |
| Long Live Love                                                   | 1973                         | Long Live Love                                                         | Valerie Avon, Harold Spiro                                                                               |                                                                                                  |
| Long Live Love Deutsch                                           | 1973                         | Long Live Love Japan                                                   | Valerie Avon, Harold Spiro, Gerd Müller-Schwanke                                                         |                                                                                                  |
| Look at Me, I’m Sandra Dee                                       | 1978                         | Grease                                                                 | Jim Jacobs, Warren Casey Susan Williams 1971                                                             |                                                                                                  |
| Looking for Space                                                | 1976                         | Don’t Stop Believin’ Japan                                             | John Denver John Denver 1975                                                                             |                                                                                                  |
| Lost Inside Your Heart                                           | 2022                         | Just the Two of Us: The Duets Collection – Volume One                  | ? | + Jon Secada                                                                                     |
| Love and Let Live                                                | 1988                         | The Rumour                                                             | Alan O’Day                                                                                               |                                                                                                  |
| Love Boat                                                        | 2011                         | A Few Best Men Soundtrack                                              | Charles Fox, Paul Williams Jack Jones 1977                                                               |                                                                                                  |
| Love Is a Gift                                                   | 1998                         | Back with a Heart                                                      | Olivia Newton-John, Victoria Shaw, Earl Rose                                                             |                                                                                                  |
| Love Is a Gift Live                                              | 1998                         | Highlights from The Main Event                                         | Olivia Newton-John, Victoria Shaw, Earl Rose                                                             | + Anthony Warlow                                                                                 |
| Love Is a Gift                                                   | 2018                         | Just the Two of Us: The Duets Collection – Volume One                  | Olivia Newton-John, Victoria Shaw, Earl Rose                                                             | + Delta Goodrem                                                                                  |
| Love Is Alive Live                                               | 1976                         | Love Performance LP                                                    | Gary Wright                                                                                              |                                                                                                  |
| Love Is Letting Go of Fear                                       | 2006                         | Grace and Gratitude                                                    | Amy Sky, Olivia Newton-John, Steven Mackinnon                                                            |                                                                                                  |
| Love Make Me Strong                                              | 1981                         | Physical                                                               | Terry Britten, Sue Shifrin                                                                               |                                                                                                  |
| Love Me Or Leave Me                                              | 2004                         | Indigo: Women of Song                                                  | Gus Kahn, Walter Donaldson Ruth Etting 1928                                                              |                                                                                                  |
| Love Shouldn’t Hurt                                              | ?                            | Various Artists: Love Shouldn’t Hurt                                   | Steve Kipner, Jack Kugell, Eva King                                                                      |                                                                                                  |
| Love Song                                                        | 1971                         | If Not for You                                                         | Lesley Duncan Lesley Duncan 1969                                                                         | auch Olivia Newton-John                                                                          |
| Love to Shine Live                                               | 2015                         | Two Strong Hearts Live                                                 | ? | + John Farnham                                                                                   |
| Love You Crazy Live                                              | 2003                         | Heartstrings World Tour Tour                                           | Robert Parde, Brooke Maree Mcclymont, Stephen E. Werfel                                                  |                                                                                                  |
| Love You Hold the Key                                            | 1976                         | Don’t Stop Believin’                                                   | John Farrar, Olivia Newton-John                                                                          |                                                                                                  |
| Lovers                                                           | 1975                         | Clearly Love                                                           | Mickey Newbury 1975                                                                                      |                                                                                                  |
| Lovin’ You                                                       | 2004                         | Indigo: Women of Song                                                  | Minnie Riperton, Richard Rudolph Minnie Riperton 1974                                                    |                                                                                                  |
| Loving Arms                                                      | 1974                         | Have You Never Been Mellow                                             | Tom Jans Kris Kristofferson, Rita Coolidge 1973                                                          |                                                                                                  |
| Loving You Ain’t Easy                                            | 1973                         | Long Live Love                                                         | Stuart Leathwood, Gary Sulsh, Bob Saker Marie Toland 1974                                                |                                                                                                  |
| Lucille Live                                                     | 1972                         | Cliff Richard: Oriental Gems – The Classic Collection                  | Albert Collins, Richard Penniman Little Richard 1956                                                     | + Cliff Richard, auch Cliff „Live“ in Japan ’72                                                  |
| Lullaby                                                          | 1971                         | If Not for You                                                         | Lesley Duncan Lesley Duncan 1968                                                                         | auch Olivia Newton-John                                                                          |
| Lullaby, Lullaby, My Lovely One                                  | 1988                         | Warm and Tender                                                        | ? |                                                                                                  |
| Lullaby, Lullaby, My Lovely One                                  | 2003                         | My Child                                                               | ? | + Delilah                                                                                        |
| Magic                                                            | 1980                         | Xanadu Soundtrack                                                      | John Farrar                                                                                              |                                                                                                  |
| Magic Neu                                                        | 2006                         | Grace and Gratitude Limited Edition                                    | John Farrar                                                                                              |                                                                                                  |
| Magic Live                                                       | 2006                         | Olivia’s Live Hits                                                     | John Farrar                                                                                              | + Sydney Symphony Orchestra                                                                      |
| Magic                                                            | 2011                         | Magic                                                                  | John Farrar                                                                                              | + Wacci                                                                                          |
| Make a Move on Me                                                | 1981                         | Physical                                                               | John Farrar, Tom Snow                                                                                    |                                                                                                  |
| Making a Good Thing Better                                       | 1977                         | Making a Good Thing Better                                             | Pete Wingfield Pete Wingfield 1976                                                                       |                                                                                                  |
| Making Movies                                                    | ?                            | Hollywood Nights TV                                                    | ? | + Gene Kelly                                                                                     |
| Marked with Death                                                | 1995                         | Cliff Richard: Songs from Heathcliff                                   | Tim Rice, John Farrar                                                                                    | + Cliff Richard                                                                                  |
| Mary Skeffington                                                 | 1972                         | If You Love Me, Let Me Know                                            | Gerry Rafferty Gerry Rafferty 1971                                                                       |                                                                                                  |
| Maybe Then I’ll Think of You                                     | 1973                         | Crystal Lady LP                                                        | John Farrar, Bruce Welch                                                                                 |                                                                                                  |
| Me and Bobby McGee                                               | 1971                         | If Not for You                                                         | Kris Kristofferson, Fred Foster Roger Miller 1969                                                        | auch Olivia Newton-John                                                                          |
| Merry Christmas to You                                           | 2020                         | Delta Goodrem: Only Santa Knows                                        | Delta Goodrem, Matthew Copley                                                                            | + Delta Goodrem                                                                                  |
| Mickey                                                           | 2011                         | A Few Best Men Soundtrack                                              | Mike Chapman, Nicky Chinn Racey 1979                                                                     |                                                                                                  |
| Moth to a Flame                                                  | 1985                         | Soul Kiss                                                              | Steve Kipner, Paul Bliss                                                                                 |                                                                                                  |
| Move It Live                                                     | 1972                         | Cliff Richard: Oriental Gems – The Classic Collection                  | Ian Samwell                                                                                              | + Cliff Richard, auch Cliff „Live“ in Japan ’72                                                  |
| Music Makes My Day                                               | 1973                         | Let Me Be There                                                        | John Farrar Hank Marvin, John Farrar 1973                                                                |                                                                                                  |
| My Funny Valentine Live                                          | 2004                         | Heartstrings World Tour Tour                                           | ? |                                                                                                  |
| My Heart Goes Out to You                                         | 2016                         | Liv On (Amy Sky, Olivia Newton-John & Beth Nielsen Chapman)            | Amy Sky, Olivia Newton-John, Beth Nielsen Chapman                                                        |                                                                                                  |
| My Old Man’s Got a Gun                                           | 1972                         | Olivia                                                                 | John Farrar                                                                                              |                                                                                                  |
| My Way Live                                                      | 1972                         | Cliff Richard: Oriental Gems – The Classic Collection                  | | + Cliff Richard, auch Cliff „Live“ in Japan ’72                                                  |
| Never Enough                                                     | 1978                         | Totally Hot                                                            | John Farrar, Alan Tarney, Pat Farrar, Trevor Spencer                                                     |                                                                                                  |
| Never Far Away                                                   | 2002                         | (2)                                                                    | Richard Marx, Janey Clewer                                                                               | + Richard Marx                                                                                   |
| Never Never Never                                                | 2014                         | Engelbert Humperdinck: Engelbert Calling                               | David Buskin, Alberto Testa, Tony Renis, Norman Newell Mina 1971                                         | + Engelbert Humperdinck                                                                          |
| Never the Less / As Time Goes By Live                            | 1976                         | Love Performance LP                                                    | Bert Kalmar, Harry Ruby                                                                                  |                                                                                                  |
| New-Born Babe                                                    | 1976                         | Don’t Stop Believin’                                                   | Glenn Cardier Glenn Cardier 1976                                                                         |                                                                                                  |
| Nezah                                                            | 2006                         | Grace and Gratitude                                                    | Greg Johnston                                                                                            |                                                                                                  |
| No Matter What You Do                                            | 1994                         | Gaia – One Woman’s Journey                                             | Olivia Newton-John                                                                                       |                                                                                                  |
| No One Comes Close Live                                          | 2015                         | Two Strong Hearts Live                                                 | Eric McCusker                                                                                            | + John Farnham                                                                                   |
| No Other Love                                                    | 1994                         | Gaia – One Woman’s Journey                                             | Olivia Newton-John                                                                                       |                                                                                                  |
| No Regrets                                                       | 1971                         | If Not for You                                                         | Tom Rush Tom Rush 1968                                                                                   | auch Olivia Newton-John                                                                          |
| None of My Business                                              | 2008                         | Sordid Lives: The Series Soundtrack                                    | Olivia Newton-John                                                                                       |                                                                                                  |
| Not Gonna Be the One                                             | 1992                         | Back to Basics – The Essential Collection 1971–1992                    | Seth Swirsky                                                                                             |                                                                                                  |
| Not Gonna Give In to It                                          | 1994                         | Gaia – One Woman’s Journey                                             | Olivia Newton-John                                                                                       |                                                                                                  |
| Not Gonna Give In to It Live                                     | 1998                         | Highlights from The Main Event Limited Edition                         | Olivia Newton-John                                                                                       | + Anthony Warlow                                                                                 |
| O Christmas Tree                                                 | 2007                         | Christmas Wish                                                         | Ernst Gebhard Anschutz Mario Lanza 1956                                                                  |                                                                                                  |
| O Come, All Ye Faithful                                          | 2007                         | Christmas Wish                                                         | Frederick Oakeley, John Francis Wade Trinity Choir 1911                                                  |                                                                                                  |
| O Come, All Ye Faithful                                          | 2007                         | Elvis Presley: Christmas Duets                                         | Frederick Oakeley, John Francis Wade Trinity Choir 1911                                                  | + Elvis Presley                                                                                  |
| O Come, O Come, Emmanuel                                         | 2007                         | Christmas Wish                                                         | John Mason Neale Robert Shaw, RCA Victor Chorale 1946                                                    |                                                                                                  |
| O Holy Night                                                     | 2008                         | The Spirit of Christmas 2008                                           | Adolphe Charles Adam, John Sullivan Dwight, Placide Cappeau Royal Dadmum, Columbia Mixed Quartette 1912  |                                                                                                  |
| O Holy Night                                                     | 2000                         | The Christmas Collection                                               | Adolphe Charles Adam, John Sullivan Dwight, Placide Cappeau Royal Dadmum, Columbia Mixed Quartette 1912  | + The London Symphony Orchestra                                                                  |
| Oh! Boy                                                          | ?                            | Hollywood Nights TV                                                    | ? | + Andy Gibb, Cliff Richard, Elton John                                                           |
| Old Fashioned Man                                                | 1988                         | Down Under VHS                                                         | Olivia Newton-John                                                                                       |                                                                                                  |
| One Heart at a Time                                              | 1998                         | Various Artists: One Heart at a Time                                   | Victoria Shaw                                                                                            | + Garth Brooks, Billy Dean, Faith Hill, Neal McCoy, Michael McDonald, Victoria Shaw, Bryan White |
| One Little Christmas Tree                                        | 2017                         | Friends for Christmas Deluxe Edition                                   | Bryan Wells, Ronald Miller Stevie Wonder 1967                                                            | + John Farnham                                                                                   |
| Ordinary Life                                                    | 2011                         | Hotel Sessions                                                         | Brett Goldsmith                                                                                          |                                                                                                  |
| Our New Home Town                                                | ?                            | Snowden on Ice TV                                                      | Randy Goodrum                                                                                            |                                                                                                  |
| Over the Rainbow                                                 | 1988                         | Warm and Tender                                                        | Harold Arlen, Edgar Yip Harburg Judy Garland 1938                                                        |                                                                                                  |
| Over the Rainbow Live                                            | 2003                         | Heartstrings World Tour Tour                                           | Harold Arlen, Edgar Yip Harburg Judy Garland 1938                                                        | + Chloe Lattanzi                                                                                 |
| Overnight Observation                                            | 1985                         | Soul Kiss                                                              | John Farrar, Tom Snow                                                                                    |                                                                                                  |
| Overture Live                                                    | 2015                         | Two Strong Hearts Live                                                 | Chong Lim                                                                                                | + John Farnham                                                                                   |
| Overture Live                                                    | 1998                         | Highlights from The Main Event                                         | Chong Lim                                                                                                | + John Farnham, Anthony Warlow                                                                   |
| Part of Your World                                               | 1996                         | Various Artists: Disney’s Music from the Park                          | Alan Menken, Howard Ashman Jodi Benson 1988                                                              |                                                                                                  |
| Part of Your World Neu                                           | 2002                         | Warm and Tender Limited Edition                                        | Alan Menken, Howard Ashman Jodi Benson 1988                                                              |                                                                                                  |
| Pass It On                                                       | 2005                         | Stronger Than Before                                                   | Randy Goodrum, Martin Sutton                                                                             |                                                                                                  |
| Pearls on a Chain                                                | 2006                         | Grace and Gratitude                                                    | Amy Sky, Olivia Newton-John                                                                              |                                                                                                  |
| Pegasus                                                          | 1994                         | Gaia – One Woman’s Journey                                             | Olivia Newton-John                                                                                       |                                                                                                  |
| Phenomenal Woman                                                 | 2005                         | Stronger Than Before                                                   | Amy Sky, Dave Pickell, Maya Angelou                                                                      | Physical                                                                                         |
| Physical                                                         | 1981                         | Physical                                                               | Terry Shaddick, Steve Kipner                                                                             |                                                                                                  |
| Physical Neu                                                     | 2006                         | Grace and Gratitude Limited Edition                                    | Terry Shaddick, Steve Kipner                                                                             |                                                                                                  |
| Physical                                                         | 2010                         | Glee: The Music, Volume 3 Showstoppers                                 | Terry Shaddick, Steve Kipner                                                                             | + Glee Cast                                                                                      |
| Physical                                                         | 2010                         | Glee: The Music, Volume 3 Showstoppers                                 | Terry Shaddick, Steve Kipner                                                                             | + Jane Lynch                                                                                     |
| Physical Live                                                    | 2015                         | Two Strong Hearts Live                                                 | Terry Shaddick, Steve Kipner                                                                             | + John Farnham                                                                                   |
| Physical Live                                                    | 2006                         | Olivia’s Live Hits                                                     | Terry Shaddick, Steve Kipner                                                                             | + Sydney Symphony Orchestra                                                                      |
| Please Don’t Ask Me Live                                         | 1998                         | Highlights from The Main Event                                         | ? | + John Farnham                                                                                   |
| Please Don’t Keep Me Waiting                                     | 1978                         | Totally Hot                                                            | Stephen Sinclair, Joe Falsia                                                                             |                                                                                                  |
| Please Mr. Please                                                | 1974                         | Have You Never Been Mellow                                             | Bruce Welch, John Rostill Bruce Welch 1974                                                               |                                                                                                  |
| Pony Ride                                                        | 1975                         | Come On Over                                                           | Diane Berglund, Jim Philips                                                                              |                                                                                                  |
| Precious Love                                                    | 1998                         | Back with a Heart                                                      | Olivia Newton-John, Anne Roboff                                                                          |                                                                                                  |
| Put Your Head on My Shoulder                                     | 2021                         | Just the Two of Us: The Duets Collection – Volume One                  | Paul Anka Paul Anka 1958                                                                                 | + Paul Anka                                                                                      |
| Queen of the Publication                                         | 1985                         | Soul Kiss                                                              | John Farrar, Tom Snow, Steve Kipner                                                                      |                                                                                                  |
| Raindrops Keep Falling on My Head Live                           | 1998                         | Highlights from The Main Event                                         | Burt Bacharach, Hal David                                                                                | + John Farnham, Anthony Warlow                                                                   |
| Rainy Days and Mondays                                           | 2004                         | Indigo: Women of Song                                                  | Paul Williams, Roger Nichols Carpenters 1971                                                             |                                                                                                  |
| Reach Out for Me                                                 | 1988                         | Warm and Tender                                                        | Burt Bacharach, Hal David Lou Johnson 1963                                                               |                                                                                                  |
| Reckless                                                         | 2008                         | A Celebration in Song (Olivia Newton-John & Friends)                   | John Farrar                                                                                              | + John Farrar                                                                                    |
| Recovery                                                         | 1981                         | Physical                                                               | John Farrar, Tom Snow John Farrar 1980                                                                   |                                                                                                  |
| Remember the Days of the Old School Yard                         | ?                            | Olivia #2 TV                                                           | ? |                                                                                                  |
| Rest Your Love on Me                                             | 1979                         | Just the Two of Us: The Duets Collection – Volume Two                  | Barry Gibb Bee Gees 1978                                                                                 | + Andy Gibb                                                                                      |
| Rest Your Love on Me                                             | 2021                         | Barry Gibb: Greenfields: The Gibb Brothers Songbook – Vol. 1           | Barry Gibb Bee Gees 1978                                                                                 | + Barry Gibb                                                                                     |
| Richard’s Window                                                 | ?                            | The Other Side of the Mountain Soundtrack                              | Charles Fox, Norman Gimbel                                                                               |                                                                                                  |
| Right Here with You                                              | 2008                         | A Celebration in Song (Olivia Newton-John & Friends)                   | Delta Goodrem, Olivia Newton-John                                                                        | + Delta Goodrem                                                                                  |
| Ring of Fire                                                     | 1977                         | Making a Good Thing Better                                             | June Carter, Merle Kilgore Anita Carter 1963                                                             |                                                                                                  |
| Rock-A-Bye Baby                                                  | 1988                         | Warm and Tender                                                        | Phil Spitalny, His Hour, Charm All-Girl Orchestra, Choir, Evelyn, Her Magic Violin 1948                  |                                                                                                  |
| Rockin’ Around the Christmas Tree                                | 2012                         | This Christmas                                                         | Johnny Marks Brenda Lee 1958                                                                             | + John Travolta, Kenny G                                                                         |
| Rocking                                                          | 1988                         | Warm and Tender                                                        | Percy Dearmer                                                                                            |                                                                                                  |
| Roll Like the River                                              | 1970                         | If Not for You Limited Edition                                         | Robert Lovett, Brian Peacock, Ian Clyne                                                                  | + Toomorrow                                                                                      |
| Rolling on a River (Proud Mary)                                  | 1994                         | It’s Cliff Richard – Show No.6                                         | John Fogerty Creedence Clearwater Revival 1968                                                           | + Cliff Richard                                                                                  |
| Rosewater                                                        | 1973                         | Let Me Be There                                                        | Olivia Newton-John                                                                                       |                                                                                                  |
| Round and Round                                                  | 1971                         | If Not for You Limited Edition                                         | John Farrar                                                                                              |                                                                                                  |
| Runnin’ Wild                                                     | 1976                         | A Special Olivia Newton-John TV                                        | Leo Wood, Arthur Harrington Gibbs 1950                                                                   |                                                                                                  |
| Sad Songs                                                        | 1977                         | Making a Good Thing Better                                             | Billy Alessi, Bobby Alessi The Alessi Brothers 1976                                                      |                                                                                                  |
| Sail into Tomorrow                                               | 1972                         | Clearly Love                                                           | John Farrar                                                                                              |                                                                                                  |
| Sam                                                              | 1976                         | Don’t Stop Believin’                                                   | John Farrar, Don Black, Hank Marvin                                                                      |                                                                                                  |
| Sand and Water Live                                              | 2002                         | Heartstrings World Tour Tour                                           | Beth Nielsen Chapman                                                                                     |                                                                                                  |
| Sandy                                                            | 1978                         | Grease Soundtrack                                                      | Louis St. Louis, Scott Simon                                                                             | + Frankie Valli, John Travolta                                                                   |
| Santa Claus Is Coming to Town                                    | 2017                         | Friends for Christmas                                                  | J. Fred Coots, Haven Gillespie Harry Reser, Orchestra 1934                                               | + John Farnham                                                                                   |
| Scarborough Fair                                                 | 1973                         | The New-Fangled Wandering Minstrel Show TV                             | ? |                                                                                                  |
| Sea of Pain                                                      | ?                            | A Mom for Christmas Soundtrack                                         | Farrar, Callery                                                                                          |                                                                                                  |
| Send In the Clowns                                               | 2004                         | Indigo: Women of Song                                                  | Stephen Sondheim Glynis Johns 1973                                                                       |                                                                                                  |
| Serenity                                                         | 2005                         | Stronger Than Before                                                   | Stephan Moccio, Amy Sky                                                                                  |                                                                                                  |
| Shaking You                                                      | 1983                         | Two of a Kind Soundtrack                                               | David Foster, Tom Keane, Paul Gordon                                                                     |                                                                                                  |
| Shekhinah                                                        | 2006                         | Grace and Gratitude                                                    | Amy Sky                                                                                                  |                                                                                                  |
| Side by Side                                                     | 1972                         | The Reg Varney Christmas Revue TV                                      | ? |                                                                                                  |
| Silent Night                                                     | 2001                         | The Christmas Collection                                               | Franz Gruber, John Freeman Young, Joseph Mohr Haydn Quartet 1908                                         |                                                                                                  |
| Silent Night                                                     | 2007                         | Christmas Wish                                                         | Franz Gruber, John Freeman Young, Joseph Mohr Haydn Quartet 1908                                         | + Jann Arden                                                                                     |
| Silent Night                                                     | 2017                         | Friends for Christmas                                                  | Franz Gruber, John Freeman Young, Joseph Mohr Haydn Quartet 1908                                         | + John Farnham                                                                                   |
| Silent Night                                                     | 2012                         | This Christmas                                                         | Franz Gruber, John Freeman Young, Joseph Mohr Haydn Quartet 1908                                         | + John Travolta                                                                                  |
| Silent Run                                                       | 1994                         | Gaia – One Woman’s Journey                                             | Olivia Newton-John                                                                                       |                                                                                                  |
| Silver Bells                                                     | 2017                         | Friends for Christmas                                                  | Jay Livingston, Raymond Evans Bob Hope, Marilyn Maxwell 1950                                             | + John Farnham                                                                                   |
| Silver Bells                                                     | 2000                         | The Christmas Collection                                               | Jay Livingston, Raymond Evans Bob Hope, Marilyn Maxwell 1950                                             | + The London Symphony Orchestra                                                                  |
| Silvery Rain                                                     | 1981                         | Physical                                                               | Hank Marvin Cliff Richard 1970                                                                           |                                                                                                  |
| Silvery Rain Live                                                | 1972                         | Cliff Richard: Oriental Gems – The Classic Collection                  | Hank Marvin Cliff Richard 1970                                                                           | + Cliff Richard, auch Cliff „Live“ in Japan ’72                                                  |
| Sing a Song of Freedom Live                                      | 1972                         | Cliff Richard: Oriental Gems – The Classic Collection                  | Guy Fletcher, Doug Flett The Bells 1970                                                                  | + Cliff Richard, auch Cliff „Live“ in Japan ’72                                                  |
| Sleep My Princess                                                | 1988                         | Warm and Tender                                                        | Wolfgang Amadeus Mozart                                                                                  |                                                                                                  |
| Slow Burn                                                        | 2008                         | Sordid Lives: The Series Soundtrack                                    | ? |                                                                                                  |
| Slow Dancing                                                     | 1977                         | Making a Good Thing Better                                             | Jack Tempchin Funky Kings 1976                                                                           |                                                                                                  |
| Slow Down Jackson                                                | 1975                         | Clearly Love                                                           | Karen Gottlieb, Michael Brourmann                                                                        |                                                                                                  |
| Slow Down (Slow Love)                                            | 2008                         | Mariya Takeuchi: Sincerely... Mariya Takeuchi Song Book                | Mariya Takeuchi, Amy Sky                                                                                 | + Mariya Takeuchi                                                                                |
| Small Talk and Pride                                             | 1975                         | Come On Over                                                           | John Farrar                                                                                              |                                                                                                  |
| Smile for Me                                                     | 1975                         | Come On Over                                                           | Rory Bourke Bobbi Martin 1973                                                                            |                                                                                                  |
| So Bad                                                           | 2008                         | Sordid Lives: The Series Soundtrack                                    | ? |                                                                                                  |
| So Easy to Begin                                                 | 1977                         | Making a Good Thing Better                                             | Jules Shear Funky Kings 1976                                                                             |                                                                                                  |
| Someday                                                          | 1973                         | Long Live Love                                                         | Gary Benson, David Mindel                                                                                |                                                                                                  |
| Something Better to Do                                           | 1975                         | Clearly Love                                                           | John Farrar                                                                                              |                                                                                                  |
| (Somewhere) Over the Rainbow Live                                | 1999                         | One Woman’s Live Journey                                               | Harold Arlen, Edgar Yip Harburg Judy Garland 1938                                                        |                                                                                                  |
| (Somewhere) Over the Rainbow – Live                              | 2015                         | Two Strong Hearts Live                                                 | Harold Arlen, Edgar Yip Harburg Judy Garland 1938                                                        | + John Farnham                                                                                   |
| Sordid Lives                                                     | 2000                         | Sordid Lives Soundtrack                                                | Margot Rose, Bererly Nero                                                                                |                                                                                                  |
| Sordid Lives Theme                                               | 2008                         | Sordid Lives: The Series Soundtrack                                    | Margot Rose, Bererly Nero                                                                                |                                                                                                  |
| Soul Kiss                                                        | 1985                         | Soul Kiss                                                              | Mark Goldenberg                                                                                          |                                                                                                  |
| Spaceport                                                        | 1970                         | Toomorrow                                                              | ? | + Toomorrow                                                                                      |
| Spinning His Wheels                                              | 1998                         | Back with a Heart                                                      | Olivia Newton-John, Gary Burr                                                                            |                                                                                                  |
| Spirit of the Forest                                             | 1989                         | Various Artists: Earthrise                                             | Kenny Young                                                                                              |                                                                                                  |
| Stone in My Pocket                                               | 2016                         | Liv On (Amy Sky, Olivia Newton-John & Beth Nielsen Chapman)            | Amy Sky, Olivia Newton-John, Beth Nielsen Chapman                                                        | + Beth Nielsen Chapman, Amy Sky                                                                  |
| Stranger’s Touch                                                 | 1981                         | Physical                                                               | John Farrar, Steve Kipner                                                                                |                                                                                                  |
| Stronger Than Before                                             | 2005                         | Stronger Than Before                                                   | Annie Roboff, Beth Nielsen Chapman, Olivia Newton-John                                                   |                                                                                                  |
| Suddenly                                                         | 1980                         | Xanadu Soundtrack                                                      | John Farrar                                                                                              | + Cliff Richard                                                                                  |
| Suddenly Live                                                    | 1982                         | Physical Tour Tour                                                     | John Farrar                                                                                              | + Dennis Tufano                                                                                  |
| Suddenly Live                                                    | 1999                         | One Woman’s Live Journey                                               | John Farrar                                                                                              | + Lindsay Field                                                                                  |
| Suddenly Live                                                    | 2015                         | Two Strong Hearts Live                                                 | John Farrar                                                                                              | + John Farnham                                                                                   |
| Suddenly Live                                                    | 2015                         | Summer Nights – Live in Las Vegas                                      | John Farrar                                                                                              | + Steve Real                                                                                     |
| Suddenly Live                                                    | 2006                         | Olivia’s Live Hits                                                     | John Farrar                                                                                              | + Sydney Symphony Orchestra                                                                      |
| Sugar Sugar                                                      | 2011                         | A Few Best Men Soundtrack                                              | Andy Kim, Jeff Barry The Archies 1969                                                                    |                                                                                                  |
| Summer Nights Live                                               | 2015                         | Two Strong Hearts Live                                                 | Jim Jacobs, Warren Casey Carole Demas, Barry Bostwick, Ensemble 1972                                     | + John Farnham                                                                                   |
| Summer Nights Live                                               | 1998                         | Highlights from The Main Event                                         | Jim Jacobs, Warren Casey Carole Demas, Barry Bostwick, Ensemble 1972                                     | + John Farnham, Anthony Warlow                                                                   |
| Summer Nights                                                    | 1978                         | Grease                                                                 | Jim Jacobs, Warren Casey Carole Demas, Barry Bostwick, Ensemble 1972                                     | + John Travolta                                                                                  |
| Summer Nights Live                                               | 1999                         | One Woman’s Live Journey                                               | Jim Jacobs, Warren Casey Carole Demas, Barry Bostwick, Ensemble 1972                                     | + Lindsay Field                                                                                  |
| Summer Nights Live                                               | 2015                         | Summer Nights – Live in Las Vegas                                      | Jim Jacobs, Warren Casey Carole Demas, Barry Bostwick, Ensemble 1972                                     | + Marlén Landin, Steve Real, Warren Ham                                                          |
| Summertime                                                       | 2004                         | Indigo: Women of Song                                                  | George Gershwin, Ira Gershwin, DuBose Heyward Abbie Mitchell 1935                                        |                                                                                                  |
| Summertime Blues                                                 | 1975                         | Clearly Love                                                           | Eddie Cochran, Jerry Capehart Eddie Cochran 1958                                                         | + Mike Sammes                                                                                    |
| Sunburned Country                                                | 2002                         | (2)                                                                    | Olivia Newton-John, Keith Urban                                                                          | + Keith Urban                                                                                    |
| Sunny Honey Girl                                                 | 1972                         | Cliff Richard: Sunny Honey Girl (7"-Single)                            | Tony Hiller, Roger Greenaway, Roger Cook, John Goodison                                                  | + Cliff Richard                                                                                  |
| Sunny Honey Girl Live                                            | 1972                         | Cliff Richard: Oriental Gems – The Classic Collection                  | Tony Hiller, Roger Greenaway, Roger Cook, John Goodison                                                  | + Cliff Richard, auch Cliff „Live“ in Japan ’72                                                  |
| Suspended in Time                                                | 1980                         | Xanadu Soundtrack                                                      | John Farrar                                                                                              |                                                                                                  |
| Take a Chance                                                    | 1983                         | Two of a Kind Soundtrack                                               | David Foster, Steve Lukather, Olivia Newton-John                                                         | + John Travolta                                                                                  |
| Take Me Home, Country Roads                                      | 1972                         | Let Me Be There                                                        | Taffy Nivert, Bill Danoff, John Denver John Denver 1970                                                  |                                                                                                  |
| Take Me Home, Country Roads Live                                 | 1998                         | Highlights from The Main Event                                         | Taffy Nivert, Bill Danoff, John Denver John Denver 1970                                                  | + Anthony Warlow                                                                                 |
| Taking Our Own Sweet Time                                        | 1970                         | Toomorrow                                                              | Ritchie Adams, Mark Barkan                                                                               | + Toomorrow                                                                                      |
| Tala’ al Badru ’Alayna                                           | 2006                         | Grace and Gratitude                                                    | ? |                                                                                                  |
| Talk to Me                                                       | 1978                         | Totally Hot                                                            | Olivia Newton-John                                                                                       |                                                                                                  |
| Temptation of the Breeze                                         | 1998                         | Back with a Heart Japan                                                | ? |                                                                                                  |
| Tenterfield Saddler Live                                         | 2015                         | Two Strong Hearts Live                                                 | Peter Allen Peter Allen 1972                                                                             | + John Farnham                                                                                   |
| Tenterfield Saddler                                              | 2002                         | (2)                                                                    | Peter Allen Peter Allen 1972                                                                             | + Peter Allen                                                                                    |
| That’s All I Know for Sure                                       | 2005                         | Stronger Than Before                                                   | Victoria Shaw, Olivia Newton-John                                                                        |                                                                                                  |
| The Air That I Breathe                                           | 1974                         | Have You Never Been Mellow                                             | Albert Hammond, Mike Hazlewood Albert Hammond 1972                                                       |                                                                                                  |
| The Best of Me                                                   | 1986                         | David Foster: David Foster                                             | David Foster, Jeremy Lubbock, Richard Marx David Foster 1983                                             | + David Foster                                                                                   |
| The Biggest Clown                                                | 1971                         | If Not for You Limited Edition                                         | John Rostill                                                                                             |                                                                                                  |
| The Christmas Song                                               | 2017                         | Friends for Christmas                                                  | Mel Tormé, Bob Wells The Nat King Cole Trio, String Choir 1946                                           | + John Farnham                                                                                   |
| The Christmas Song                                               | 2012                         | This Christmas                                                         | Mel Tormé, Bob Wells The Nat King Cole Trio, String Choir 1946                                           | + John Travolta                                                                                  |
| The Christmas Waltz                                              | 2012                         | This Christmas                                                         | Sammy Cahn, Jules Styne Frank Sinatra 1954                                                               | + John Travolta                                                                                  |
| The Day I Met Marie                                              | 1967                         | The Shadows: From Hank Bruce Brian & John                              | Hank Marvin                                                                                              | + The Shadows                                                                                    |
| The Day I Met Marie Live                                         | 1972                         | Cliff Richard: Oriental Gems – The Classic Collection                  | Hank Marvin                                                                                              | + Cliff Richard, auch Cliff „Live“ in Japan ’72                                                  |
| The End of the Show                                              | 1978                         | Olivia #2 TV                                                           | ? |                                                                                                  |
| The First Noel                                                   | 1999                         | The Christmas Collection                                               | Richard Beckley Tally-Ho! 1902                                                                           |                                                                                                  |
| The First Noel                                                   | 2017                         | Friends for Christmas                                                  | Richard Beckley Tally-Ho! 1902                                                                           | + John Farnham                                                                                   |
| The Flower That Shattered the Stone                              | 1988                         | Warm and Tender                                                        | Joe Henry, John Barlow Jarvis John Jarvis 1988                                                           |                                                                                                  |
| The Girl Can’t Help It Live                                      | 1972                         | Cliff Richard: Oriental Gems – The Classic Collection                  | Bobby Troup Little Richard 1956                                                                          | + Cliff Richard, auch Cliff „Live“ in Japan ’72                                                  |
| The Grease Megamix                                               | 1990                         | The Definitive Collection                                              | John Farrar, Jim Jacobs, Warren Casey                                                                    | + John Travolta                                                                                  |
| The Heart Knows                                                  | 2008                         | A Celebration in Song (Olivia Newton-John & Friends)                   | Ashley Gibb, Stephen Gibb                                                                                | + Barry Gibb                                                                                     |
| The Key                                                          | 1978                         | The Music For UNICEF Concert – A Gift Of Song LP                       | Steve Sinclair                                                                                           |                                                                                                  |
| The Last Time You Loved                                          | 1976                         | Don’t Stop Believin’                                                   | Brian Neary                                                                                              |                                                                                                  |
| The Little Drummer Boy                                           | 2007                         | Christmas Wish                                                         | Harry Simeone, Henry Onorati, Katherine Davis The Trapp Family Singers 1951                              |                                                                                                  |
| The Little Drummer Boy                                           | 2017                         | Friends for Christmas                                                  | Harry Simeone, Henry Onorati, Katherine Davis The Trapp Family Singers 1951                              | + John Farnham                                                                                   |
| The Long and Winding Road                                        | 1975                         | Come On Over                                                           | John Lennon, Paul McCartney The Beatles 1970                                                             |                                                                                                  |
| The Long and Winding Road Live                                   | 1998                         | Highlights from The Main Event                                         | John Lennon, Paul McCartney The Beatles 1970                                                             | + Anthony Warlow                                                                                 |
| The Look of Love Live                                            | 1972                         | Cliff Richard: Oriental Gems – The Classic Collection                  | | + Cliff Richard, auch Cliff „Live“ in Japan ’72                                                  |
| The Minute You’re Gone Live                                      | 1972                         | Cliff Richard: Oriental Gems – The Classic Collection                  | | + Cliff Richard, auch Cliff „Live“ in Japan ’72                                                  |
| The Phantom of the Opera Live                                    | 1998                         | Highlights from The Main Event                                         | ? | + John Farnham, Anthony Warlow                                                                   |
| The Power of Now                                                 | 2006                         | Grace and Gratitude                                                    | Amy Sky, Olivia Newton-John                                                                              |                                                                                                  |
| The Promise (The Dolphin Song)                                   | 1981                         | Physical                                                               | Olivia Newton-John                                                                                       |                                                                                                  |
| The Pushbike Song                                                | 2011                         | A Few Best Men Soundtrack                                              | Evan Jones, Idris Jones The Mixtures 1970                                                                |                                                                                                  |
| The Rain, The Park and Other Things                              | 2011                         | A Few Best Men Soundtrack                                              | Arthur Kornfeld, Steven Duboff The Cowsills 1967                                                         |                                                                                                  |
| The Right Moment                                                 | 1985                         | Soul Kiss                                                              | Gerry Rafferty Gerry Rafferty 1982                                                                       |                                                                                                  |
| The River’s Too Wide                                             | 1973                         | Long Live Love                                                         | Bob Morrison Jim Mundy 1973                                                                              |                                                                                                  |
| The Rumour                                                       | 1988                         | The Rumour                                                             | Elton John, Bernie Taupin                                                                                | + Elton John                                                                                     |
| The Twelth of Never                                              | 1988                         | Warm and Tender                                                        | Paul Francis Webster, Jerry Livingston Johnny Mathis, Ray Conniff, Orchestra 1957                        |                                                                                                  |
| The Water Is Wide                                                | 2008                         | A Celebration in Song (Olivia Newton-John & Friends)                   | Amy Sky                                                                                                  | + Amy Sky, RyanDan                                                                               |
| The Way of Love                                                  | 1994                         | Gaia – One Woman’s Journey                                             | Olivia Newton-John                                                                                       |                                                                                                  |
| The Way You Look Tonight                                         | 1988                         | Warm and Tender                                                        | Jerome Kern, Dorothy Fields Fred Astaire 1936                                                            |                                                                                                  |
| The Young Ones Live                                              | 1972                         | Cliff Richard: Oriental Gems – The Classic Collection                  | | + Cliff Richard, auch Cliff „Live“ in Japan ’72                                                  |
| (There’s No Place Like) Home for the Holidays                    | 2000                         | Tis the Season                                                         | Robert Allen, Al Stillman Perry Como, Mitch Ayres, His Orchestra 1954                                    | + Vince Gill                                                                                     |
| (There’s No Place Like) Home for the Holidays                    | 2001                         | The Christmas Collection                                               | Robert Allen, Al Stillman Perry Como, Mitch Ayres, His Orchestra 1954                                    | + Vince Gill, The London Symphony Orchestra                                                      |
| There’s Still My Joy                                             | 2016                         | Liv On (Amy Sky, Olivia Newton-John & Beth Nielsen Chapman)            | Beth Nielsen Chapman, Matt Rollings, Melissa Manchester Melissa Manchester 1997                          | + Amy Sky, Beth Nielsen Chapman                                                                  |
| (They Long to Be) Close to You (Live)                            | 1999                         | One Woman’s Journey Tour Tour                                          | Burt Bacharach, Hal David Carpenters 1970                                                                |                                                                                                  |
| This Can’t Be Real                                               | 2004                         | Barry Manilow: Scores: Songs from the Copacabana and Harmony           | Jack Feldman, Barry Manilow, Bruce Sussman                                                               | + Barry Manilow                                                                                  |
| This Christmas                                                   | 2012                         | This Christmas                                                         | Donny Hathaway, Nadine McKinnor, Donnie Pitts Donny Hathaway 1970                                        | + John Travolta, Chick Corea                                                                     |
| Tied Up                                                          | 1982                         | Greatest Hits Vol 2                                                    | John Farrar, Lee Ritenour Lee Ritenour, John Farrar 1982                                                 |                                                                                                  |
| Tiferet                                                          | 2006                         | Grace and Gratitude                                                    | Steven Mackinnon                                                                                         |                                                                                                  |
| Till You Say You Will Be Mine                                    | 1966                         | If Not for You Limited Edition                                         | Jackie DeShannon Jackie DeShannon 1963                                                                   |                                                                                                  |
| To Be Wanted                                                     | 2006                         | Grace and Gratitude                                                    | Amy Sky                                                                                                  |                                                                                                  |
| To Be Wanted                                                     | 2010                         | Grace and Gratitude Renewed                                            | Amy Sky                                                                                                  | + Mark Masri                                                                                     |
| Todah                                                            | 2010                         | Grace and Gratitude Renewed                                            | ? | + David Darling                                                                                  |
| Today (I Can’t Do Without You Today)                             | 1968                         | Bandstand TV                                                           | ? | + Pat Carroll                                                                                    |
| Toomorrow                                                        | 1970                         | Toomorrow                                                              | Ritchie Adams, Mark Barkan                                                                               | + Toomorrow                                                                                      |
| Totally Hot                                                      | 1978                         | Totally Hot                                                            | John Farrar                                                                                              |                                                                                                  |
| Toughen Up                                                       | 1985                         | Soul Kiss                                                              | Terry Britten, Graham Lyle                                                                               |                                                                                                  |
| Transvestite Talk                                                | 2000                         | Sordid Lives Soundtrack                                                | ? | + Bonnie Bedelia, Beau Bridges, Kirk Geiger, Beth Grant, Leslie Jordan, Ann Yvonne Walker        |
| True Love                                                        | 1972                         | The Dean Martin Show TV                                                | Cole Porter                                                                                              | + Dean Martin                                                                                    |
| True to Yourself                                                 | 2003                         | Just the Two of Us: The Duets Collection – Volume One                  | Andy Murray, Gary Barlow, Jimmie Vaughan, Sylvia Bennett-Smith                                           | + Vanessa Amorosi                                                                                |
| Trust Yourself                                                   | 1994                         | Gaia – One Woman’s Journey                                             | Olivia Newton-John                                                                                       |                                                                                                  |
| Tutta la Vita                                                    | 1988                         | The Rumour                                                             | Lucio Dalla, Davitt Sigerson Lucio Dalla 1984                                                            |                                                                                                  |
| Twinkle Twinkle Little Star                                      | 1988                         | Warm and Tender                                                        | André Campra, Jane Taylor, Jean-Philippe Rameau Dorothy Olsen 1957                                       |                                                                                                  |
| Twist of Fate                                                    | 1983                         | Two of a Kind Soundtrack                                               | Steve Kipner, Peter Beckett                                                                              |                                                                                                  |
| Two out of Three Ain’t Bad                                       | 2011                         | A Few Best Men Soundtrack                                              | Jim Steinman Meat Loaf 1977                                                                              |                                                                                                  |
| Two Strong Hearts                                                | 2020                         | Artists Unite for Fire Fight                                           | Andy Hill, Bruce Woolley Johnny Mathis, Dionne Warwick 1988                                              | + John Farnham                                                                                   |
| Two Strong Hearts – Live                                         | 2015                         | Two Strong Hearts Live                                                 | Andy Hill, Bruce Woolley Johnny Mathis, Dionne Warwick 1988                                              | + John Farnham                                                                                   |
| Under My Skin                                                    | 1998                         | Back with a Heart                                                      | John Farrar                                                                                              |                                                                                                  |
| Under The Skin                                                   | 2005                         | Stronger Than Before                                                   | Amy Sky, Olivia Newton-John                                                                              |                                                                                                  |
| Underneath the Same Sky                                          | 2007                         | Christmas Wish                                                         | Randy Goodrum, Amy Sky, Olivia Newton-John                                                               |                                                                                                  |
| Valentine                                                        | 2001                         | Jim Brickman: My Romance                                               | Jim Brickman, Jack Kugell                                                                                | + Jim Brickman                                                                                   |
| Valentine – Neu                                                  | 2022                         | Valentine                                                              | Jim Brickman, Jack Kugell                                                                                | + Jim Brickman                                                                                   |
| Walk On By Live                                                  | 1972                         | Cliff Richard: Oriental Gems – The Classic Collection                  | | + Cliff Richard, auch Cliff „Live“ in Japan ’72                                                  |
| Walk Through Fire                                                | 1988                         | The Rumour                                                             | David Baerwald, David Ricketts                                                                           |                                                                                                  |
| Walkin’ on Air                                                   | 1970                         | If Not for You Limited Edition                                         | Ritchie Adams, Mark Barkan                                                                               | + Toomorrow                                                                                      |
| Waltzing Matilda                                                 | ?                            | Sydney Opera House Concert TV                                          | Banjo Paterson 1895                                                                                      |                                                                                                  |
| Warm and Tender                                                  | 1988                         | Warm and Tender                                                        | Olivia Newton-John, John Farrar                                                                          |                                                                                                  |
| Water Under the Bridge                                           | 1974                         | Have You Never Been Mellow                                             | Petrina Lordan                                                                                           |                                                                                                  |
| Waterloo Live                                                    | 2013                         | A Summer Night                                                         | Benny Andersson, Björn Ulvaeus, Stig Anderson ABBA 1973                                                  |                                                                                                  |
| We Go Together                                                   | 1978                         | Grease Soundtrack                                                      | Jim Jacobs, Warren Casey Ensemble Grease 1971                                                            | + John Travolta                                                                                  |
| We Go Together Live                                              | 2015                         | Summer Nights – Live in Las Vegas                                      | Jim Jacobs, Warren Casey Ensemble Grease 1971                                                            | + Marlén Landin, Steve Real                                                                      |
| We Three Kings                                                   | 2007                         | Christmas Wish                                                         | John Henry Hopkins Jr. Robert Shaw, His RCA Victor Chorale 1946                                          |                                                                                                  |
| We Wish You a Merry Christmas                                    | 2007                         | Christmas Wish                                                         | Paul Campbell The Weavers 1951                                                                           |                                                                                                  |
| Weightless                                                       | 2011                         | A Few Best Men Soundtrack                                              | John Farrar, Max Farrar                                                                                  |                                                                                                  |
| What Child Is This?                                              | 2007                         | Christmas Wish                                                         | William Chatterton Dix Richard Jones 1581                                                                | + Pavlo Simtikidis                                                                               |
| What Child Is This?                                              | 2000                         | The Christmas Collection                                               | William Chatterton Dix Richard Jones 1581                                                                | + The London Symphony Orchestra                                                                  |
| What Is Life                                                     | 1972                         | Olivia                                                                 | George Harrison 1970                                                                                     |                                                                                                  |
| What if?                                                         | ?                            | A Mom for Christmas Soundtrack                                         | Farrar, Callery                                                                                          |                                                                                                  |
| What’s Forever For                                               | 1998                         | Back with a Heart Japan                                                | Rafe van Hoy England Dan, John Ford Coley 1979                                                           |                                                                                                  |
| What Will I Do                                                   | ?                            | Olivia #2 TV                                                           | Paul Whiteman 1924                                                                                       |                                                                                                  |
| When I Grow Up                                                   | 1965                         | Boomeride TV                                                           | ? |                                                                                                  |
| When I Needed You                                                | 2005                         | Stronger Than Before                                                   | Ben Thomas                                                                                               |                                                                                                  |
| When You Believe                                                 | 2005                         | Stronger Than Before                                                   | Wendy Page, Jim Marr Claire Sweeney 2002                                                                 |                                                                                                  |
| When You Wish Upon a Star                                        | 1988                         | Warm and Tender                                                        | Ned Washington, Leigh Harline Cliff Edwards, Victor Young, His Orchestra, The Ken Darby Singers 1940     |                                                                                                  |
| When You Wish Upon a Star – Neu                                  | 2011                         | When You Wish Upon a Star                                              | Ned Washington, Leigh Harline Cliff Edwards, Victor Young, His Orchestra, The Ken Darby Singers 1940     |                                                                                                  |
| Whenever You’re Away from Me                                     | 1980                         | Xanadu Soundtrack                                                      | John Farrar                                                                                              | + Gene Kelly                                                                                     |
| Where Are You Going To My Love                                   | 1971                         | If Not for You                                                         | Tony Hiller, Billy Day, Mike Leslie, Johnny Goodison Brotherhood Of Man 1970                             | auch Olivia Newton-John                                                                          |
| Where Have All the Flowers Gone                                  | 2004                         | Indigo: Women of Song                                                  | Pete Seeger Pete Seeger 1962                                                                             |                                                                                                  |
| White Christmas                                                  | 2001                         | The Christmas Collection                                               | Irving Berlin Bing Crosby 1942                                                                           | + Clint Black, Kenny Loggins                                                                     |
| White Christmas                                                  | 2017                         | Friends for Christmas                                                  | Irving Berlin Bing Crosby 1942                                                                           | + John Farnham                                                                                   |
| White Christmas                                                  | 2012                         | This Christmas                                                         | Irving Berlin Bing Crosby 1942                                                                           | + John Travolta                                                                                  |
| Who Are You Now                                                  | 1975                         | Come On Over                                                           | Bobby Hart, S. Lawrence                                                                                  |                                                                                                  |
| Who Put the Bomp (In the Bomp, Bomp, Bomp)                       | 1978                         | Grease Soundtrack                                                      | Barry Mann, Gerry Goffin                                                                                 | + John Travolta                                                                                  |
| Why Don’t You Write Me                                           | 1972                         | Olivia                                                                 | Paul Simon Simon & Garfunkel 1969                                                                        |                                                                                                  |
| Why Me                                                           | 1994                         | Gaia – One Woman’s Journey                                             | Olivia Newton-John                                                                                       |                                                                                                  |
| Will the Circle Be Unbroken                                      | 2000                         | Sordid Lives Soundtrack                                                | A.P. Carter, Charles H. Gabriel, Ada Habershon William McEwan 1911                                       |                                                                                                  |
| Will You Still Love Me Tomorrow                                  | 1973                         | The New-Fangled Wandering Minstrel Show TV                             | ? | + Georgie Fame                                                                                   |
| Window in the Wall                                               | 2021                         | Just the Two of Us: The Duets Collection – Volume One                  | ? | + Chloe Lattanzi                                                                                 |
| Winter Angel                                                     | 1988                         | The Rumour Japan                                                       | Olivia Newton-John, Amy Sky                                                                              |                                                                                                  |
| Winter Wonderland                                                | 2017                         | Friends for Christmas                                                  | Felix Bernard, Richard Bernhard Smith Richard Himber 1934                                                | + John Farnham                                                                                   |
| Winter Wonderland                                                | 2012                         | This Christmas                                                         | Felix Bernard, Richard Bernhard Smith Richard Himber 1934                                                | + John Travolta, Tony Bennett, The Count Basie Orchestra                                         |
| Winterwood                                                       | 1972                         | Olivia                                                                 | Don McLean 1971                                                                                          |                                                                                                  |
| Wishin’ and Hopin’                                               | 2006                         | Just the Two of Us: The Duets Collection – Volume Two                  | Burt Bacharach, Hal David Dionne Warwick 1963                                                            | + Dionne Warwick                                                                                 |
| Witch Doctor                                                     | 1978                         | Grease Soundtrack                                                      | Ross Bagdasarian                                                                                         | + John Travolta                                                                                  |
| Would You Follow Me                                              | 1971                         | If Not for You Limited Edition                                         | John Kongos Daliah Lavi 1971                                                                             |                                                                                                  |
| Wrap Me in Your Arms                                             | 1975                         | Come On Over                                                           | Harlan Collins                                                                                           |                                                                                                  |
| Xanadu                                                           | 1980                         | Xanadu Soundtrack                                                      | Jeff Lynne                                                                                               | + Electric Light Orchestra                                                                       |
| Xanadu Live                                                      | 2015                         | Two Strong Hearts Live                                                 | Jeff Lynne                                                                                               | + John Farnham                                                                                   |
| Xanadu Live                                                      | 2006                         | Olivia’s Live Hits                                                     | Jeff Lynne                                                                                               | + Sydney Symphony Orchestra                                                                      |
| Yesod                                                            | 2006                         | Grace and Gratitude                                                    | Amy Sky, Marc Jordan                                                                                     |                                                                                                  |
| Yesterday Once More                                              | 1973                         | Sez Les TV                                                             | ? |                                                                                                  |
| You Ain’t Got the Right                                          | 1973                         | Let Me Be There                                                        | John Farrar, Ron Haffkine, Jay David, Dennis Locorriere, Ray Sawyer Dr. Hook, The Medicine Show 1973     |                                                                                                  |
| You Have to Believe                                              | 2015                         | Just the Two of Us: The Duets Collection – Volume Two                  | John Farrar                                                                                              | + Dave Audé, Chloe Lattanzi                                                                      |
| You Look Like a Dick to Me                                       | 2008                         | Sordid Lives: The Series Soundtrack                                    | ? |                                                                                                  |
| You Loved Me into It                                             | ?                            | Wilde Girls Soundtrack                                                 | ? | + Chloe Lattanzi                                                                                 |
| You Made Me Love You                                             | 1980                         | Suddenly (7"-Single)                                                   | Olivia Newton-John, Joseph McCarthy, Jimmy Monaco William J. Halley 1913                                 |                                                                                                  |
| You Were Great, How Was I                                        | 1985                         | Soul Kiss                                                              | John Farrar, Tom Snow                                                                                    | + Carl Wilson                                                                                    |
| You Won’t See Me Cry                                             | 1977                         | Making a Good Thing Better                                             | Stephen Sinclair, Joe Falsia Stephen Sinclair 1977                                                       |                                                                                                  |
| You’ll Never Walk Alone                                          | 1988                         | Warm and Tender                                                        | Oscar Hammerstein II, Richard Rodgers Christine Johnson 1945                                             |                                                                                                  |
| You’re My Baby Now                                               | 1970                         | Toomorrow                                                              | Barkam, Adams                                                                                            | + Toomorrow                                                                                      |
| You’re the One That I Want                                       | 1996                         | Francis Lalanne: Best of Dance Music Vol. 4                            | John Farrar                                                                                              | + Francis Lalanne                                                                                |
| You’re the One That I Want Live                                  | 1999                         | One Woman’s Live Journey                                               | John Farrar                                                                                              | + Joe Creighton                                                                                  |
| You’re the One That I Want Live                                  | 1998                         | Highlights from The Main Event                                         | John Farrar                                                                                              | + John Farnham                                                                                   |
| You’re the One That I Want                                       | 1978                         | Grease Soundtrack                                                      | John Farrar                                                                                              | + John Travolta                                                                                  |
| You’re the One That I Want Live                                  | 2006                         | Olivia’s Live Hits                                                     | John Farrar                                                                                              | + Sydney Symphony Orchestra                                                                      |
| You’re the One That I Want Live                                  | 1982                         | Physical Tour Tour                                                     | John Farrar                                                                                              | + Tufano                                                                                         |
| You’re the One That I Want Live                                  | 2015                         | Summer Nights – Live in Las Vegas                                      | John Farrar                                                                                              | + Warren Ham                                                                                     |
| You’re the One That I Want Martian Remix                         | 1998                         | Grease: The Remix EP                                                   | John Farrar                                                                                              | + John Travolta                                                                                  |
| You’re the Voice Live                                            | 2015                         | Two Strong Hearts Live                                                 | Chris Thompson, Maggie Ryder, Andy Qunta, Keith Reid John Farnham 1986                                   | + John Farnham                                                                                   |
| You’re the Voice Live                                            | 1998                         | Highlights from The Main Event                                         | Chris Thompson, Maggie Ryder, Andy Qunta, Keith Reid John Farnham 1986                                   | + John Farnham, Anthony Warlow                                                                   |
| You’re the Voice Live                                            | Artists Unite for Fire Fight | Chris Thompson, Maggie Ryder, Andy Qunta, Keith Reid John Farnham 1986 | | + John Farnham, Mitch Tambo, Brian May                                                           |
| You’ve Lost That Lovin’ Feelin’ Live                             | 1998                         | Highlights from The Main Event                                         | ? | + John Farnham, Anthony Warlow                                                                   |